# Raïon de Kirillov
Le raïon de Kirillov (en russe : Кири́лловский райо́н) est un raïon russe de l'oblast européen de Vologda, dont le centre administratif est la petite ville de Kirillov. Le service fédéral des statistiques lui attribue le code OKATO 19 228, et le code OKTMO 19 628.
Le raïon de Kirillov est recouvert à 67 % par des espaces forestiers de type taïga scandinave et russe, tout comme le nord de la Russie européenne. Deux lacs de grande taille se trouvent partiellement dans le raïon : le réservoir de Cheskna au sud et le lac Voje au nord-est. En plus de ces deux lacs, 104 autres plus petits se répartissent sur son territoire, auxquels s'ajoutent les près de 300 cours d'eau. Les vestiges des premières civilisations humaines dans le raïon remontent au IIIe millénaire av. J.-C., pendant le Néolithique. Il est ensuite tour à tour peuplé par des tribus finno-ougriennes, qui donneront ensuite les tribus Vepses et Caréliennes, vivant aussi sur ces terres. À partir du XIIe siècle, la république de Novgorod prend possession de la région, qu'elle conserva jusqu'à son annexion par la grande-principauté de Moscou en 1478. Depuis, la région a toujours été liée aux divers États russes qui ont existé, depuis le tsarat de Russie en passant par l'Union soviétique jusqu'à la fédération de Russie. C'est pendant l'époque soviétique, qu'en 1927, le raïon de Kirillov est créé, avec comme centre administratif la ville du même nom.
En 2023, la subdivision comptait 14 088 habitants, en baisse constante du fait de ses soldes naturel et migratoire négatifs. Plus de la moitié de sa population se concentre à Kirillov, son centre administratif, tandis que les quatre cents soixante et onze autres localités se répartissent l'autre moitié. Son économie est basée principalement sur l'agriculture, qui emploie 38 % de la population active de la subdivision. Ces dernières années cependant, le tourisme s'est considérablement développé grâce aux différents classements dont un à l'UNESCO. Ainsi, le raïon a reçu 464 400 touristes en 2019, dont environ 17 % de touristes étrangers. En trois ans, le nombre total de touriste a augmenté de 29 %, lorsqu'ils n'étaient que 357 800 en 2016.
En dehors de ces deux secteurs, les services et l'État sont les principaux contributeurs au PIB régional. Le développement économique doit cependant veiller à ne pas polluer des espaces encore préservés. Plusieurs monuments de la nature existent, ainsi que le parc national du Nord russe, institué en 1992. Deux espèces animales et 10 espèces végétales vivant dans le territoire sont inscrites au Livre rouge de Russie, sans compter environ 70 autres inscrites au livre rouge de l'oblast de Vologda.
Enfin le raïon de Kirillov possède un patrimoine architectural et culturel important, de par l'héritage religieux important. Au 1er janvier 2023, le raïon de Kirillov compte quarante-et-un sites inscrits aux objets patrimoniaux culturels de Russie. Ces monuments sont pour 28 d'entre eux d'importance régionale, et pour les douze autres d'importance fédérale. Parmi les sites fédéraux se trouve le monastère de Ferapontov, inscrit sur la liste du patrimoine mondial de l'UNESCO. Avec près de la moitié des objets patrimoniaux culturels, la ville de Kirillov est la localité qui en possède le plus, avec des sites tels que le monastère de Kirillo-Belozersky, un des plus anciens monastères et une des plus anciennes forteresses de Russie.

## Géographie

### Situation
Le raïon de Kirillov fait partie de l'oblast de Vologda, anciennement et historiquement du gouvernement de Novgorod en Russie européenne. Elle est limitrophe de neuf raïons, dont sept faisant partie de l'oblast de Vologda : le raïon de Vyterga au nord-ouest, de Vachki (chef-lieu : Lipine Bor) au nord-ouest, de Belozersk au sud-ouest, de Tcherepovets au sud, de Cheksna au sud-est, d'Oust-Koubena (chef-lieu : Oustié) à l'est et de Vojega au nord-est. Deux autres raïons de l'oblast d'Arkhangelsk le bordent à l'extrémité nord : le raïon de Kargopol et le raïon de Konocha.
Il est drainé par de nombreux petits cours d'eau et lacs, avec deux étendues d'eau majeures : le réservoir de Cheskna au sud et le lac Voje au nord-est. Le principal cours d'eau est la Cheskna, dans la partie méridionale du raïon.

Le raïon est situé dans les collines de Belozersk ; des collines de faible altitude s'étendant du lac Beloïe jusqu'au lac Koubenskoïe. Son altitude est ainsi comprise entre 100 et 200 mètres, avec presque aucune exception. Le point culminant du raïon est le mont Tsipina, à une hauteur de 210,4 mètres, dans le sud du raïon. 

Paysages du raïon de Kirillov :
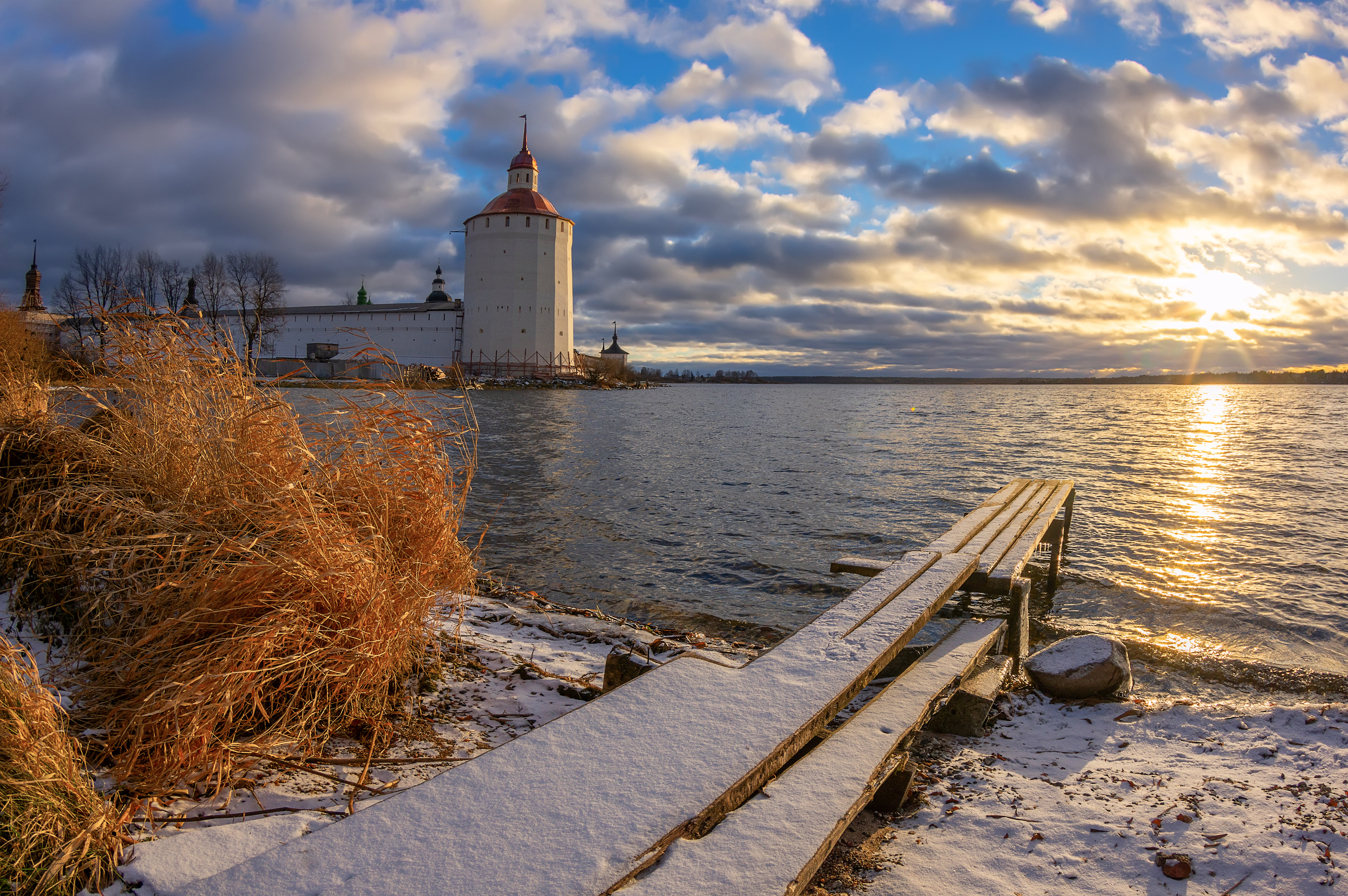
Le lac de Siversk avec le monastère de Kirillov, dans le sud.
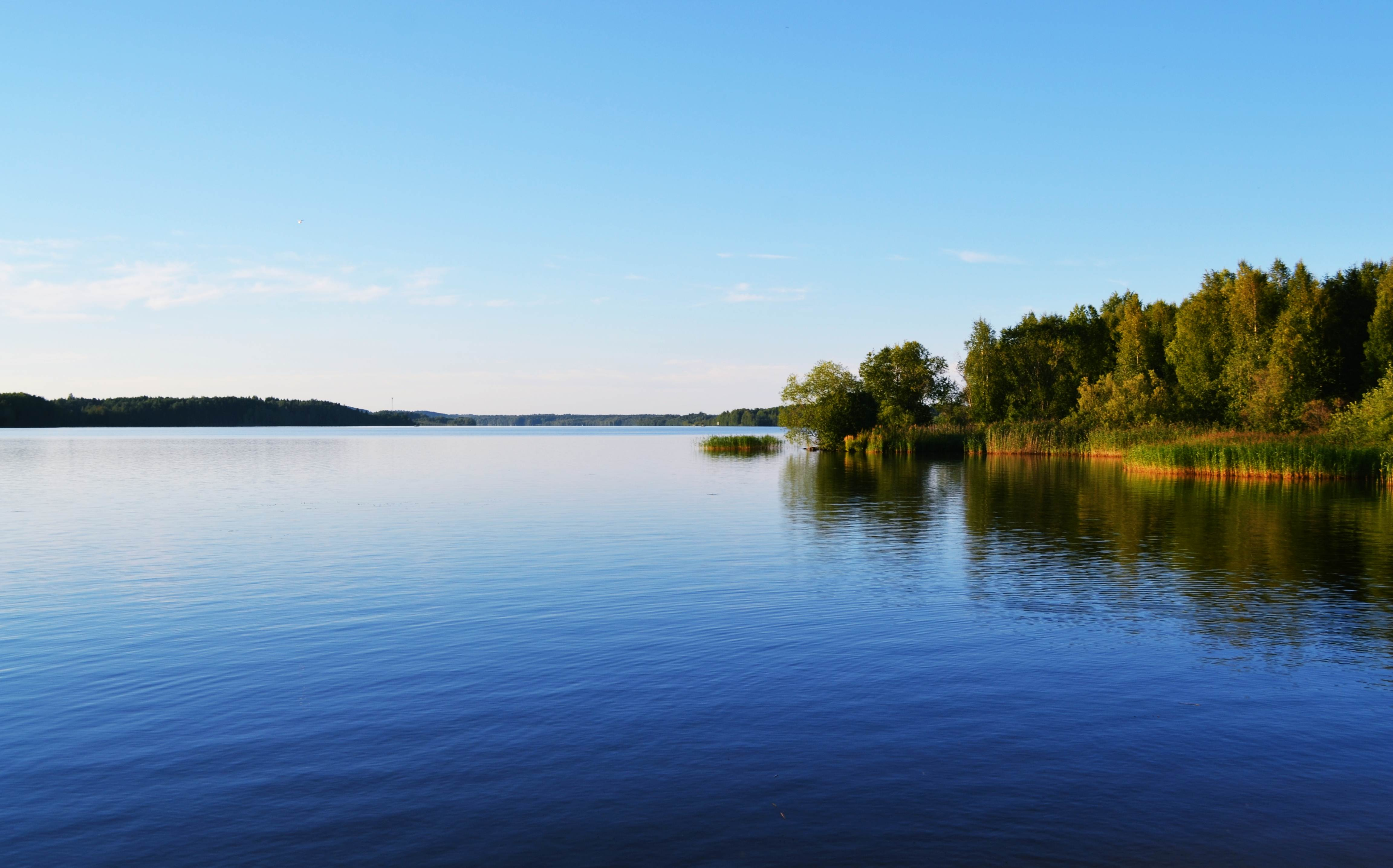
Rivière Cheksna à Bonema.
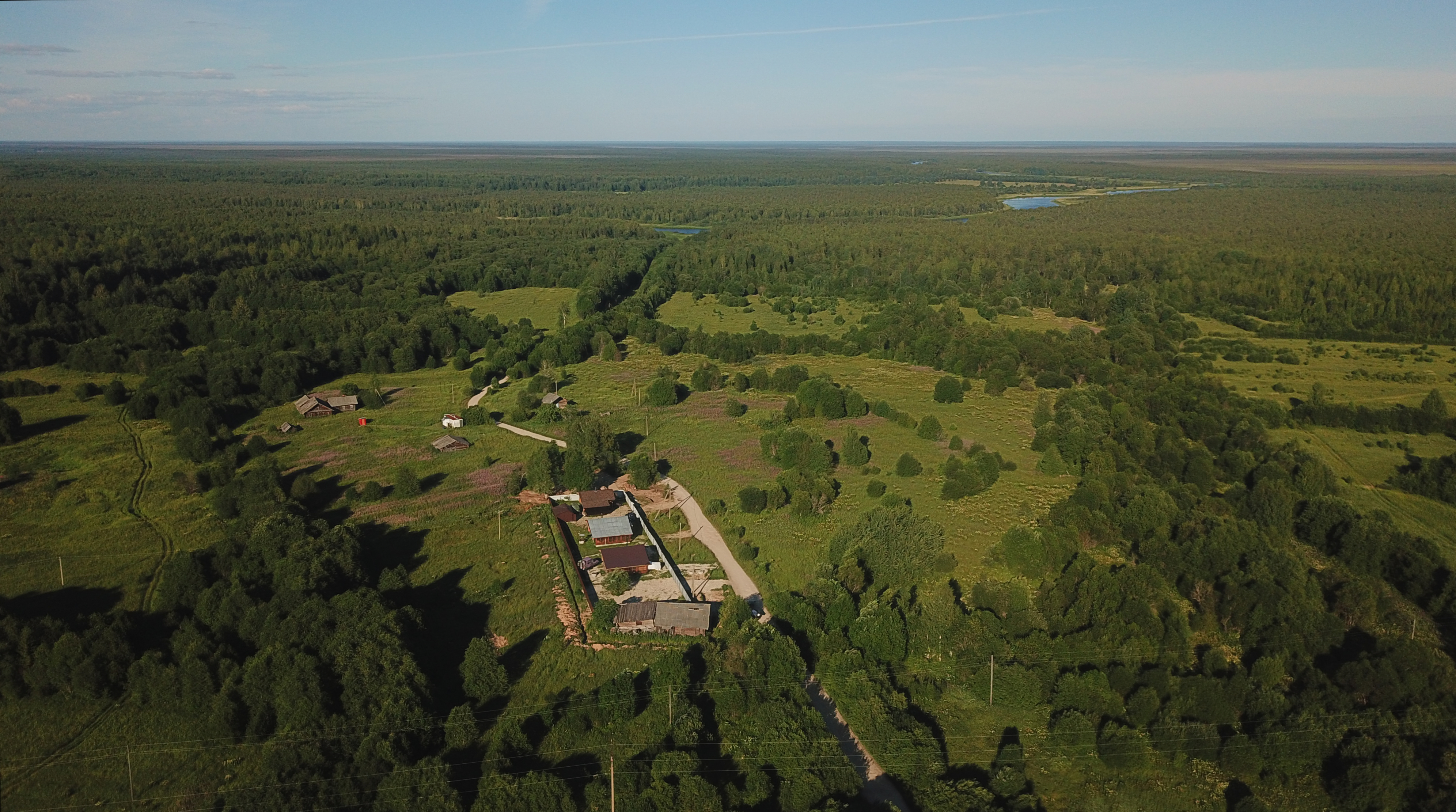
Roslikovo et la taïga, dans le centre-nord.
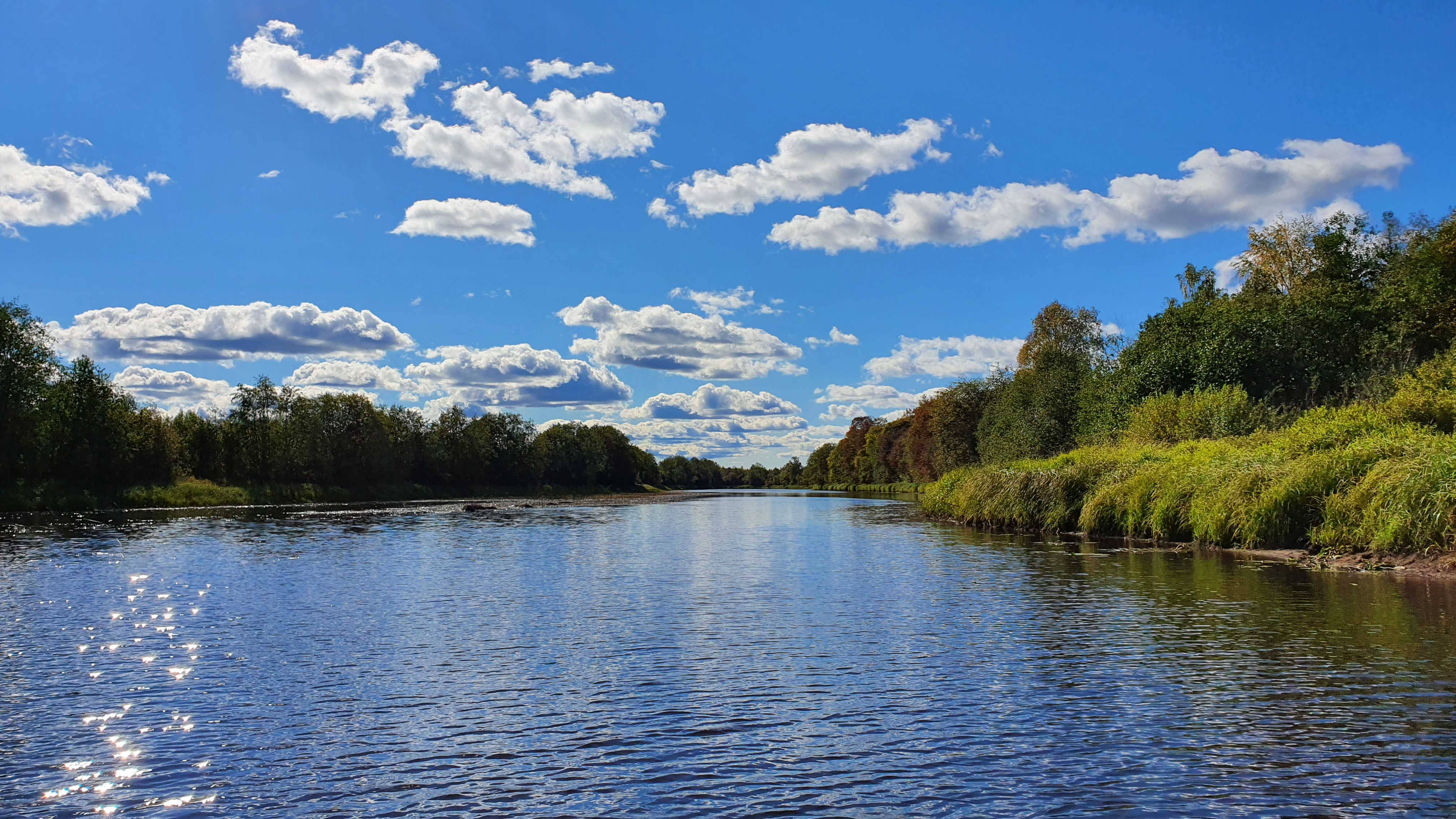
Rivière Sovza, dans le nord.

### Climat
Le raïon de Kirillov bénéficie d'un climat de type continental subarctique, comparable à Moscou, Saint-Pétersbourg ou Nijni Novgorod, bien qu'il soit légèrement plus froid en raison de la proximité avec l'océan Arctique et ainsi aux masses d'air arctiques froides. L'hiver est modérément froid, mais très long, avec souvent des perturbations. Les précipitations s'étalent sur l'ensemble de l'année, avec d'importantes quantités de neige en hiver. Durant cette saison, la couverture neigeuse atteint les 50 à 60 cm, parfois plus. Le minimum absolu en hiver est de −46 °C en janvier. Décembre à février est la période la plus froide de l'année,.

Les températures positives vont d'avril à octobre, bien que des gelées peuvent persister jusqu'à juin, ainsi que des nuits sous les 0 °C en été. L'été est doux, et en juin et juillet, la lumière du soleil reste présente toute la journée, même si celui-ci passe sous l'horizon. Le maximum absolu pendant cette période est de 36 °C en juillet. Dans les marécages, des microclimats permettent une période sans gel un peu plus longue (de 1 à 2 semaines) que dans le reste du territoire. En revanche, dans certaines plaines, des couches d'inversions peuvent se former, allongeant la période de gel jusqu'à 1 mois de plus par rapport à la normale. L'automne est doux, le raïon bénéficiant d'un été indien, avec les premières gelées en octobre,.
| Mois                              | jan.  | fév.  | mars  | avril | mai  | juin | jui. | août | sep. | oct. | nov.  | déc.  | année |
| --------------------------------- | ----- | ----- | ----- | ----- | ---- | ---- | ---- | ---- | ---- | ---- | ----- | ----- | ----- |
| Température minimale moyenne (°C) | −14   | −14   | −9    | −2    | 4    | 9    | 11   | 9    | 5    | 0    | −6    | −11   | −3,83 |
| Température moyenne (°C)          | −11   | −10   | −4    | 3     | 11   | 15   | 17   | 15   | 9    | 3    | −4    | −8    | 3     |
| Température maximale moyenne (°C) | −7    | −6    | 0     | 8     | 15   | 20   | 22   | 19   | 13   | 6    | −1    | −5    | 7     |
| dont pluie (mm)                   | 3,5   | 3,2   | 8,6   | 27,2  | 54,3 | 77,8 | 75,9 | 66,1 | 51,3 | 40,6 | 19,1  | 6,4   | 434   |
| dont neige (cm)                   | 170,5 | 137,3 | 112,4 | 55,7  | 11,2 | 0,5  | 0    | 0    | 0,9  | 47,7 | 164,2 | 214,1 | 914,5 |

### Faune, flore et environnement

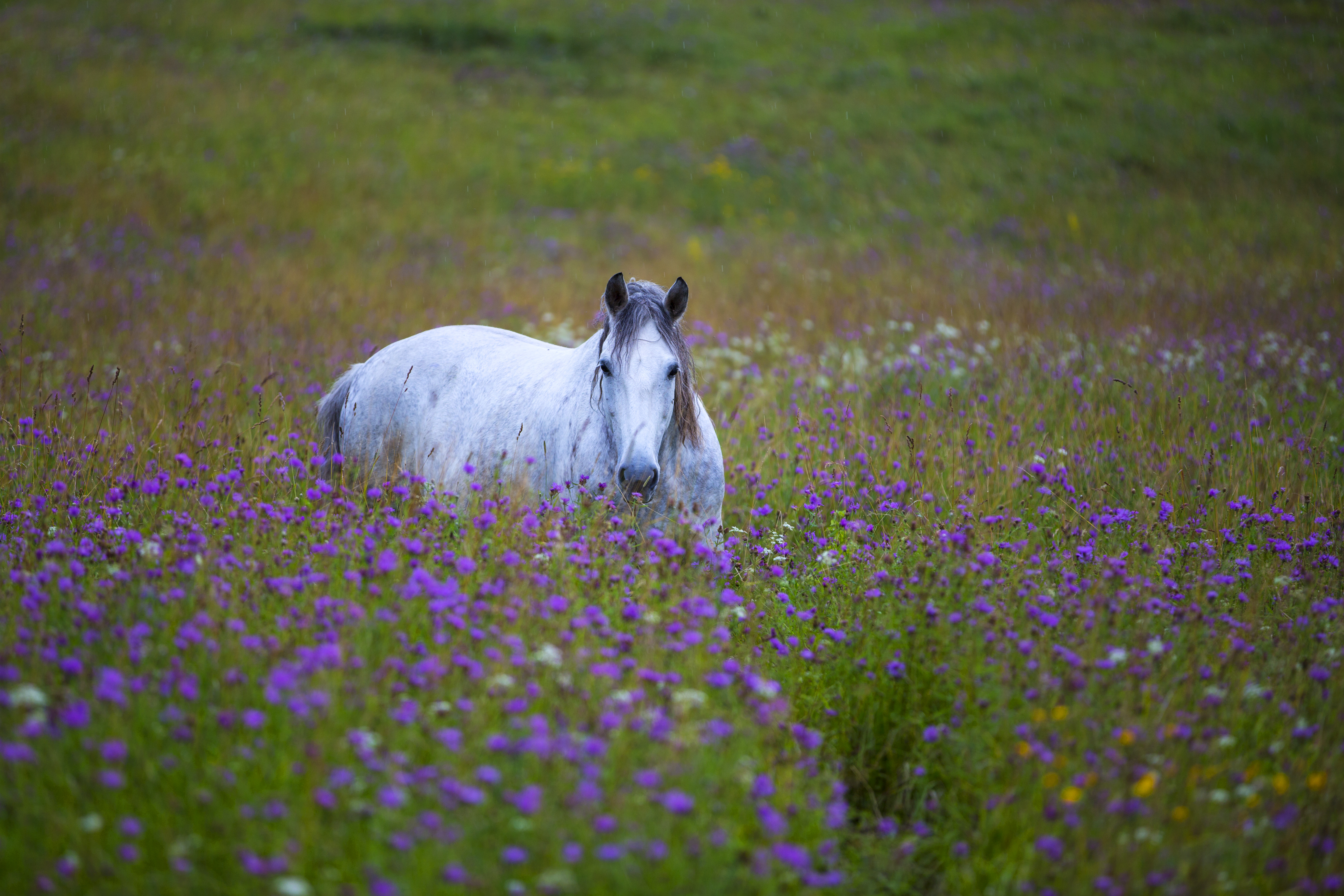
Cheval dans une prairie fleurie près du village de Goritsy.

Le raïon de Kirillov compte environ 1 354 espèces de plantes, dont 131 espèces de lichens, mais aussi 50 espèces de mammifères, 214 espèces d’oiseaux, 31 espèces de poissons et plusieurs milliers d'espèces d'insectes, encore peu étudiées. Le raïon compte plusieurs espaces naturels remarquables, comme des tourbières, et des forêts de type taïga russe. Les tourbières, qui sont prédominantes près des très nombreuses  étendues d'eau du raïon, ont à la fois des arbres tels que le pin sylvestre et le Betula pubescens, des arbustes tels que le Chamaedaphne calyculata et le Betula nana. Les tourbières sont recouvertes de carex (Carex canenscens, Carex limosa), des Scheuchzeria palustris, des Menyanthes trifoliata, ainsi que de mousses et des sphaignes. La faune comprend notamment des libellules, des grenouilles, des oiseaux et des araignées.

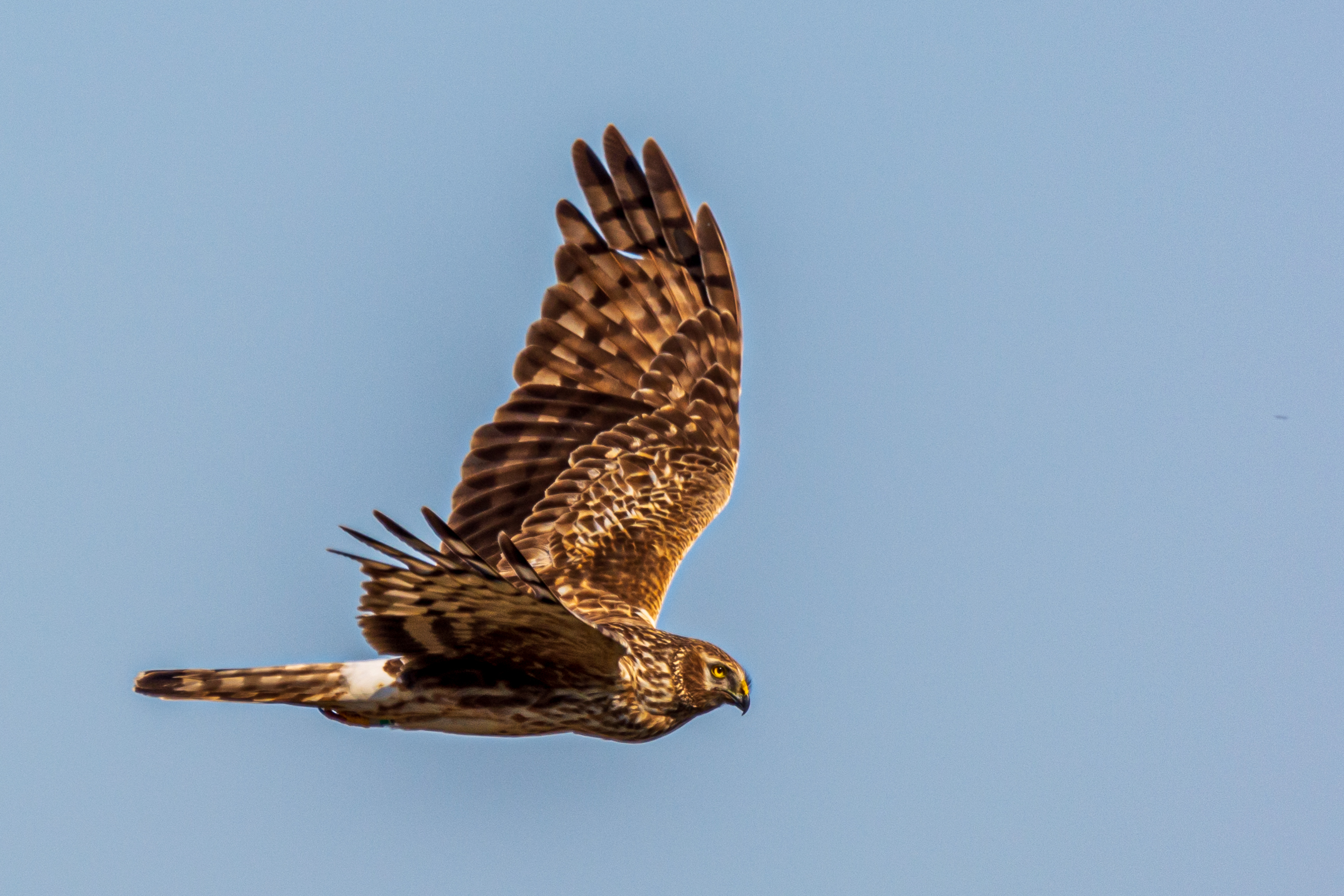
Le busard Saint-Martin, qui peut être observé dans le raïon.

Le territoire possède de grandes étendues de forêts, qui s'inscrivent dans la taïga russe. Ces forêts recouvrent 67 % du territoire, avec une superficie totale de 350 000 hectares. La taïga est dominée par le pin sylvestre, avec de la même famille le Juniperus communis, l'épicéa commun et l'épicéa de Sibérie. Non dominants mais aussi présents, le Betula pubescens, le bouleau verruqueux et le mélèze de Sibérie se rencontrent dans les forêts. Les forêts du raïon sont en tout composées à 53 % d'espèces de feuillus, et à 47 % d'espèces de conifères. Le centre et le sud du raïon, sont cependant plus boisés que le nord, qui est lui plus marécageux. Les forêts abritent le wapiti, la taupe européenne, le hérisson européen ou encore le renard roux.

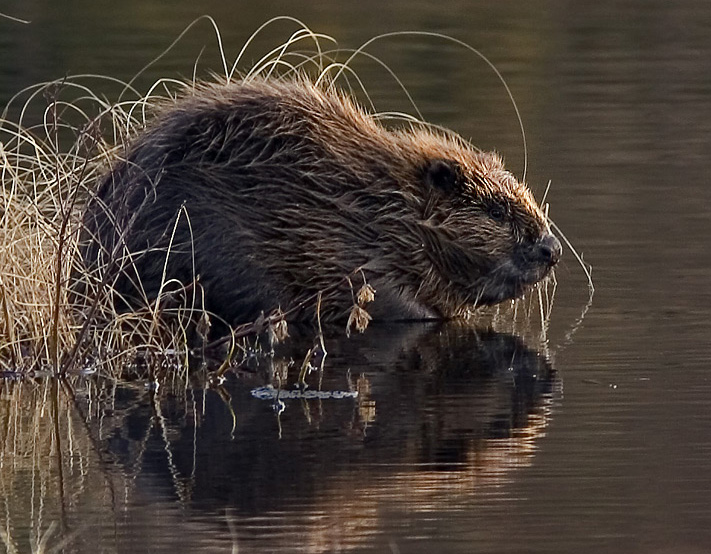
Des castors d'Europe vivent dans les nombreux cours d'eau du territoire.

Les oiseaux en particuliers sont parmi les espèces les plus représentées sur le territoire, répartis entre ceux vivant à l'année et les espèces migratoires. Parmi les petits oiseaux du raïon se trouvent le loriot doré, le bouvreuil, le chardonneret ou la mésange charbonnière. Nombre d'entre eux chantent, comme le roitelet huppé, le pouillot siffleur, la phragmite des joncs et la grive musicienne. En oiseaux migrateurs, le raïon voit passer des hypolaïs bottées, des hirondelles rustiques, des chevaliers guignettes, etc. Les oiseaux de proie du raïon sont le busard des roseaux, le busard Saint-Martin, le faucon hobereau, le hibou moyen-duc et bien d'autres. Sur les cours d'eau vivent la grèbe huppé, le canard siffleur, le canard colvert, canard huppé. Dans les cours d'eau mais sous l'eau, on trouve des poissons comme le grand brochet, le gardon, la perche commune, la brème commune, le rotengle...

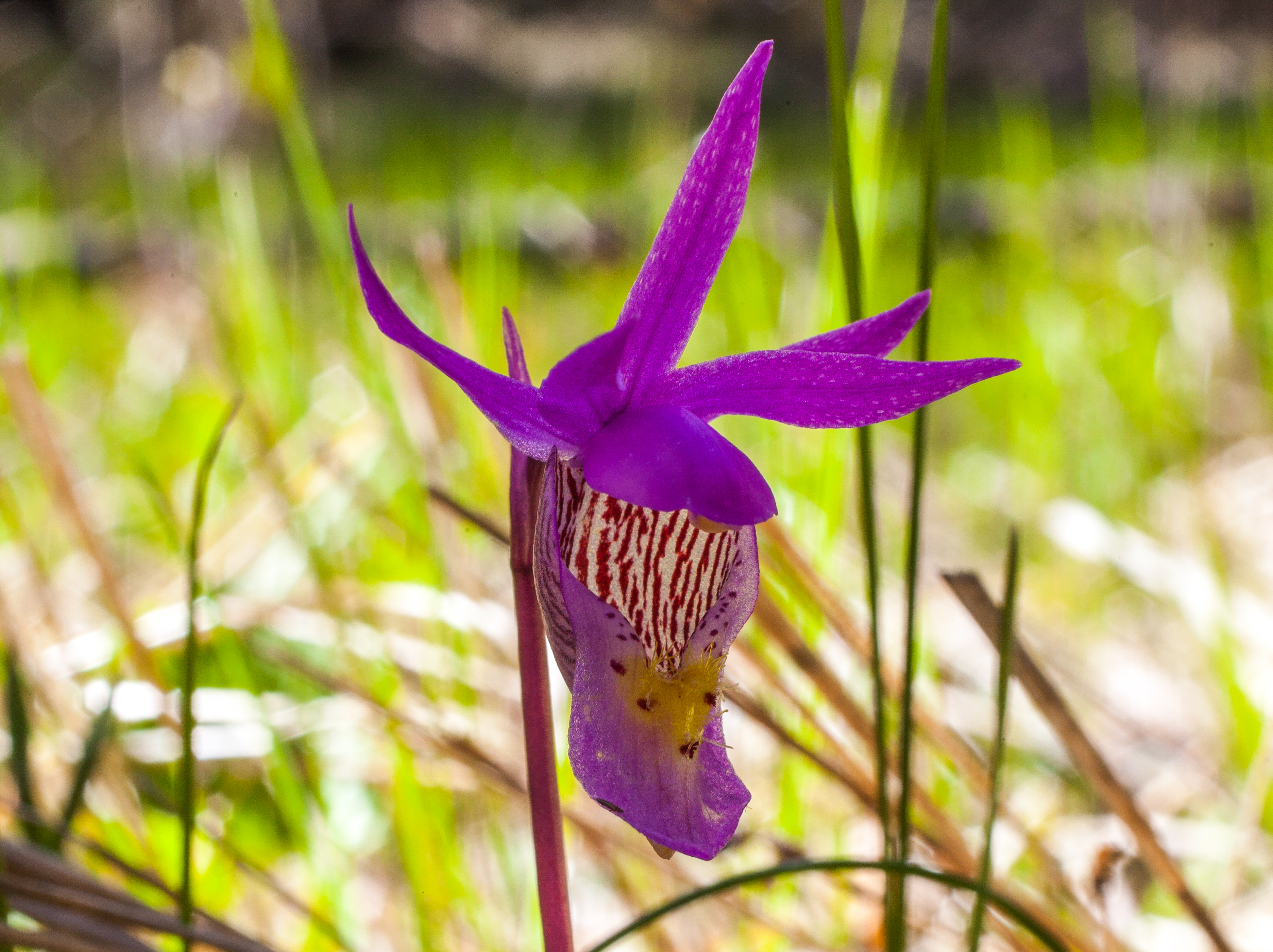
Calypso bulbosa.

Les insectes se retrouvent à travers tout le raïon. Des papillons comme la citronnelle rouillée, la petite tortue, la piéride de l'aubépine et le moiré blanc-fascié colorent les airs, des coléoptères peuvent être aperçus tels que le Chrysomela collaris, le Lochmaea capreae, le Actenicerus siaelandicus, ou le Leptura quadrifasciata. Sinon, des libellules vivent dans les tourbières comme le sympétrum jaune d'or, la libellule à quatre taches, le agrion hasté, le leste fiancé, et la grande æschne. Entre autres insectes peuplant le raïon se comptent la fourmi rouge, le Tabanus bromius, le bourdon terrestre et d'autres. Ils sont mangés par des reptiles comme le lézard vivipare et des amphibiens comme la grenouille rousse.

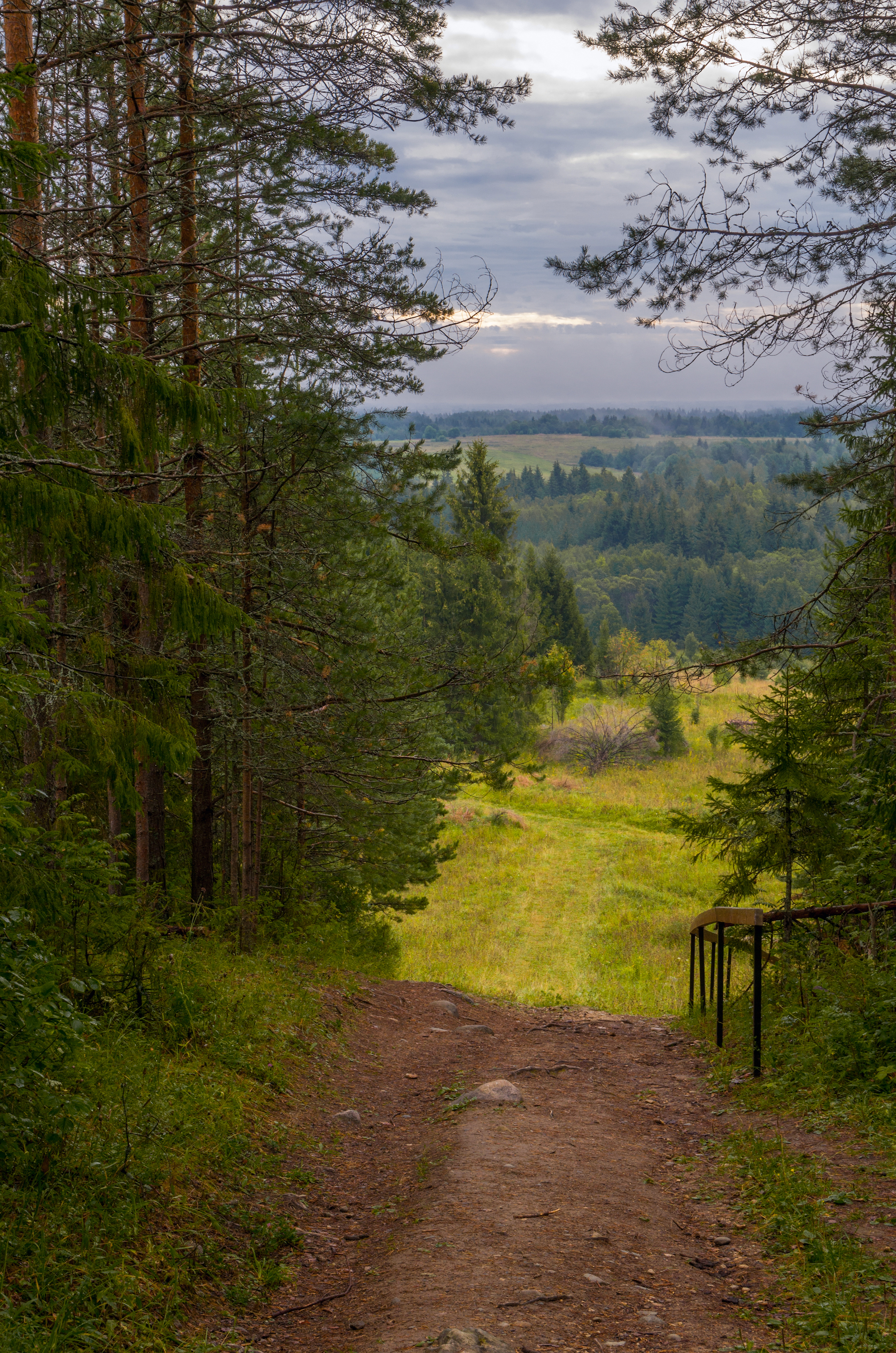
Forêt au mont Maoura.

La végétation au sol est très diverse, avec des fraisiers des bois, des Vaccinium vitis-idaea, des Vaccinium myrtillus, pour les arbustes. En fougères poussent des athyriums fougères-femelles, des polypodes du Chêne et des Dryopteris carthusiana. De nombreuses plantes à fleurs se rencontrent, comme le pissenlit, la centaurée jacée, la campanule étalée, la calypso bulbosa, la vesce jargeau, la gesse printanière, la potentille des marais. Toujours dans les plantes à fleurs se trouvent des trèfles blancs, des reines-des-prés, des trolles d'Europe, des muguets de mai ou encore des renoncules âcres et renoncules rampantes. Les espèces des espaces humides peuvent être des Carex pallescens, des Carex acuta, des Carex noirs mais aussi des fétuques des prés, des joncs des crapauds, ou encore des fléoles des prés.
Cet environnement fait face aux activités humaines, même si elles restent faibles dans le raïon de Kirillov, permettant un environnement encore peu affecté par l'Homme. Dans une optique de protéger ces terres fut créé en 1992 le parc national du Nord russe, d'une superficie de 1 664 km2, soit plus d'un quart de la superficie totale du raïon. Situé dans la partie méridionale du raïon, il est centré autour de Kirillov mais protège surtout des espaces naturels. Le raïon recense 10 espèces de plantes dans le Livre rouge de Russie, et 88 espèces de toutes sortes dans le Livre rouge de l'oblast de Vologda. Parmi les espèces protégées, on compte de nombreux papillons, tels que le machaon, le damier de la succise, le semi-Apollon, le grand mars changeant ou encore l'écaille marbrée. En autres insectes protégés qui vivent dans le raïon se trouvent le Meloe brevicollis, le bourdon cousin, le Psithyrus, la Cicadetta montana, la Cordulegaster boltonii et d'autres. En mammifères, on compte le campagnol souterrain, l'oreillard roux, le murin des marais, le murin à moustaches et le lemming des bois. En reptile, on trouve la salamandrelle de Sibérie et en poisson le chabot commun. Enfin, les oiseaux sont les plus représentés dans la faune protégée, avec des espèces comme la chouette hulotte, la perdrix blanche, le milan noir, l'aigle criard, le cygne chanteur ou bien le butor étoilé.
La flore n'est pas en reste concernant les protections dans le raïon. Des espèces colorés le sont comme le Dactylorhiza majalis subsp. baltica, l'orchis de Traunsteiner, la campanule fausse raiponce, le renoncule en crosse, la dauphinelle élevée, l'anémone de prairie, la violette hérissée, etc. Dans les tourbières, on compte des Carex riparia, des Carex panicea, des Laîches raides, mais aussi des Rhynchospora alba, des éléocharides à cinq fleurs ou bien des drosera anglica. Sinon, il y a des sapins de Sibérien des mélèzes de Sibérie, des ormes de montagne, des ligulaires de Sibérie, etc. En lichens, o trouve des Ramalina farinacea, des Lobaria pulmonaria, des Alectoria sarmentosa. Pour les mousses, il y a des Fissidens taxifolius, des weissia controversa, et autres. Pour les champignons, seul le multiclavula mucida est protégé.

## Histoire

### Période médiévale
Aux Xe – XIIIe siècles, la région du raïon actuel était habitée par des tribus finno-ougriennes, dont des Vepses et des Caréliens. Mais dès le IXe siècle, des Russes se sont installés dans la région lors de la colonisation slave du nord-est de la Russie, cohabitant avec les différentes tribus. Ils fondèrent Beloozero, mentionnée pour la première fois en 862. Au XIIe siècle, la principauté de Rostov (future principauté de Vladimir-Souzdal) prit les terres de la région. Mais à ce moment-là, les terres du raïon actuel de Kirillov n'étaient pas habitées, seuls des endroits alentour dont Beloozero. En parallèle, Tcharonda, dans le nord du raïon actuel, est pour la première fois mentionné au XIIe siècle, sur l'axe commercial de la Baltique à la mer Blanche.
En 1268, les terres autour du lac Beloïe deviennent indépendantes, formant la principauté de Beloozero avec comme capitale Beloozero. Mais si dans un premier temps, le mariage de son prince avec la fille de Sartaq permet à la principauté d'être forte, la principauté commence à perdre de son autonomie au début du XIVe siècle. Elle devient sous la domination de la grande-principauté de Moscou, dont le dirigeant, Ivan Ier de Russie, y nomme déjà des namestniki (lieutenants) qui administrent la principauté de Beloozero en son nom. La Moscovie consolide son pouvoir, en nommant en 1389 le fils de Dimitri IV de Russie le prince de Beloozero. Le nord du raïon actuel, où se trouve Tcharonda, est lui sous le contrôle de la république de Novgorod.

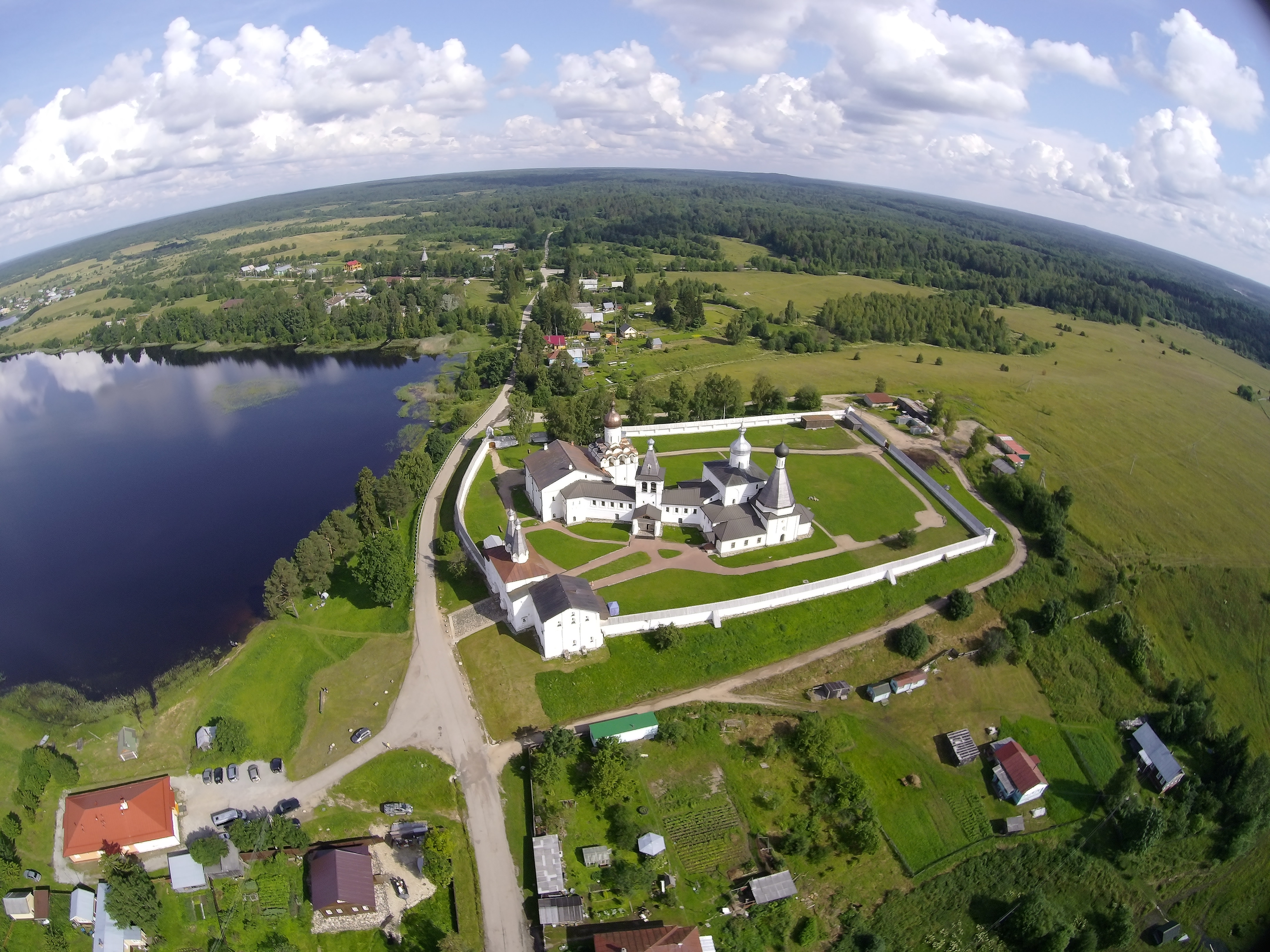
Ferapontovo, son monastère et son lac.

Cyrille Belozersky, tonsuré moine vers 1380 au monastère Simonov de Moscou, devient en 1388 higoumène de ce même monastère, bien qu'il ne voulait pas de cette charge. Pour échapper à sa fonction, il s'enferme dans son ancienne cellule, mais il est toujours régulièrement dérangé par des visiteurs. Aspirant à la solitude, il a une nuit, alors qu'il prie, une révélation de la Mère de Dieu lui ordonnant de partir vers le lac Blanc. Il se met alors en route avec son disciple Phéraponte (Ferapont) et trouve l'endroit indiqué dans sa vision, un peu au sud du lac Blanc, au bord du lac de Siversk, dans un lieu très boisé. Il s'y installe avec son disciple, une croix est élevée sur le lieu et une cellule monastique est construite.
Ainsi en cette année 1397 (année qui sera retenue comme date de la fondation du monastère et de Kirillov), la première mention d'un lieu du raïon apparaît. Une église du monastère est construite sur le modèle du monastère Simonov, avec l'aide des paysans locaux. Elle est consacrée à la dormition de la Mère de Dieu. Cyrille est, à cette époque, déjà âgé de 60 ans. Très vite, une communauté monastique se forme et le monastère acquiert peu à peu une grande réputation. On rapporte que grâce au froid dans les cellules, aux jeûnes et aux herbes, les premières générations de moines vécurent centenaires (saint Cyrille lui-même est mort à l'âge de 90 ans). Kirillov apparaît ainsi, tout en restant dans la principauté de Beloozero dans laquelle se trouve le monastère.
L'année 1398 voit la création d'un nouveau monastère, le monastère de Ferapontov, érigé par Phéraponte, qui commence à être connu par saint Martinien. Il sera protégé et favorisé par les membres de la famille d'Ivan III pendant la seconde moitié du XVe siècle.
Alors que la grande-principauté de Moscou et la république de Novgorod étaient en concurrence au niveau économique, Kirillov et son monastère est devenu la place forte la plus importante dans la région de Zavolotchié, mais aussi un centre commercial important en direction de la mer Blanche. Elle conserva son statut de centre économique majeur jusqu'au XVIIIe siècle.
Vers 1450, Nil de la Sora, scribe et copiste, prononça ses vœux monastiques et entra au monastère Kirillo-Belozersky. Il se fit connaître pour son hostilité envers la possession des terres par le monastère, continuant dans la lignée de saint Cyrille Belozerski, qui s'était lui-même distingué en refusant des villages que des nobles dévots lui avaient offerts. Lui et d'autres religieux de la région se font connaître comme « Starets de la Trans-Volga » pour leurs hostilités envers la possession des terres. Après avoir entrepris un voyage au mont Athos avec Innocent de Vologda, il s'installe dans une cellule près du monastère de Saint-Cyrille. Mais cherchant plus de solitude, il part jusqu'à la rivière Sora dans une forêt cernée de marécages, dans un endroit désert, et fonde comme une skite le monastère Saint-Nil-Sorski.

### De la grande-principauté à l'Empire russe

#### Rayonnement de la région
Au XVe siècle, la principauté de Beloozero est unie à celle de Vereïa. En 1474, les terres du raïon actuel sont concédées au monastère de Kirillo-Belozerski. L'indépendance de la principauté est enterrée avec la mort de Mikhaïl Andreïevitch (ru) en 1486, Ivan III décidant alors de mettre le territoire de la principauté dans l'opritchnina. En parallèle, la république de Novgorod est annexée en 1480, et Tcharonda passe ainsi dans la grande-principauté de Moscou, mais dans le zemchtchina, les terres contrôlées par les Boyards.
Deux entités administratives séparées naissent sur ces terres, même si le monastère en assure aussi le contrôle. Au sud, ouïezd de Beloozero est formé en 1486, avec comme centre administratif Beloozero. Au nord, l'okroug de Tcharonda est formé, avec comme centre administratif Tcharonda.

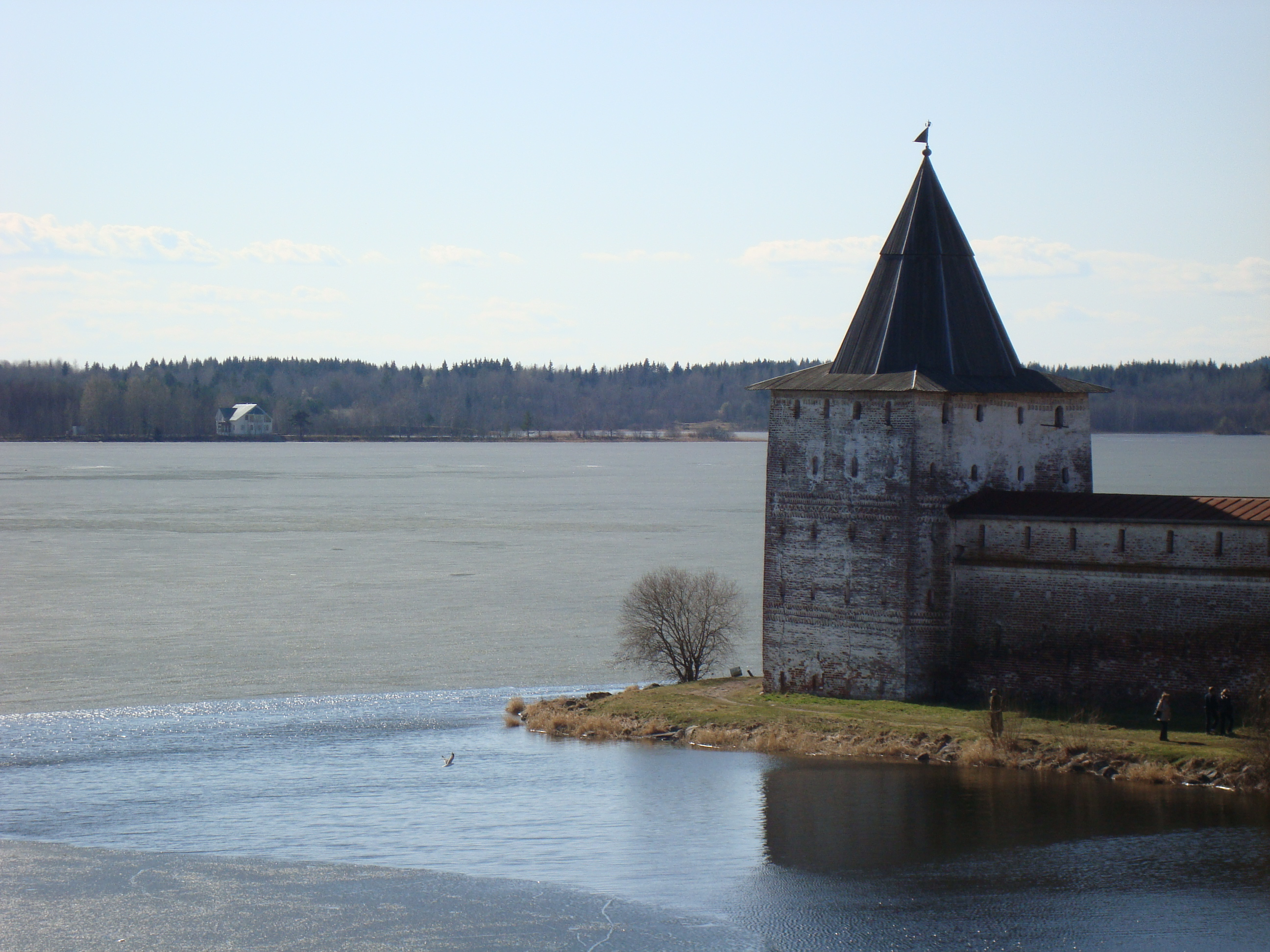
Tour Svitotchnaïa, construite en 1591.

Le rayonnement de la région commence dès la première moitié du XVIe siècle, grâce au monastère de Kirillo-Belozerski. Ce monastère devient un lieu de pèlerinage pour les boyards, princes et tsars, et d'importantes dotations sont faites, permettant expansion de la communauté et création de nouveaux édifices. Il attire de nombreux copistes, et la bibliothèque, avec d'ailleurs au XVIIe siècle plus de 2 000 manuscrits.
En 1544, un quatrième monastère s'ajoute à la liste des monastères du raïon actuel ; le monastère de Goritsy. Il est fondé par Euphrosyne Staritskaïa, une princesse russe qui fut l'épouse du sixième fils d'Ivan III, Andreï de Staritsa.
À la fin du XVIe siècle et au tout début du XVIIe siècle, le monastère de Kirillo-Belozerski se dote d'une fortification avec huit tours, qui sera agrandi et amélioré au fil du siècle. Ces fortifications interviennent alors que le Temps des Troubles vient de commencer, avec la mort du tsar Fédor Ier en 1598

#### Temps des Troubles
Le Temps des Troubles marque d'ailleurs bien la région. En 1591, après l'assassinat du tsarévitch Démétrius, qui fut commandité selon les historiens par Boris Godounov qui succédera à Fédor Ier sept ans plus tard,, sa mère, Maria Nagaïa est exilée au monastère Saint-Nil-Sorski puis au monastère de Goritsy par Boris Godounov. Le premier Faux Dimitri, qui succède à Boris Godounov, exile en 1606 la fille de son prédécesseur, Xenia Borissovna (en), au monastère de Goritsy, où elle est tonsurée sous le nom d'Olga.
En parallèle, la république des Deux Nations entre officieusement en guerre en 1605 contre la Russie, en y envoyant des raids, puis la déclare ouvertement en 1609. Et en Russie, Vassili IV Chouiski vient de monter sur le trône, après que le premier Faux Dimitri ait été assassiné. Mais un Second faux Dimitri entre en scène et se rebelle face à Vassili IV, avec comme un de ses plus fidèles Ivan Zaroutski (en), un ataman cosaque. Comme il contrôle le nord de la Russie, le second Faux Dimitri lui donne certaines régions dont l'okroug de Tcharonda. Mais la rébellion du second Faux Dimitri finit par être arrêtée en 1610 avec la mort de ce dernier à Kalouga.
Mais les ennuis ne sont pas finis pour la région. Vassili IV Chouiski chute en juillet 1610 par un soulèvement populaire à Moscou, alors que les troupes polonaises se rapprochent dangereusement de la ville. S'ouvre alors la période de l'Interrègne, où le tsar est désormais Ladislas IV Vasa, fils du roi de Pologne Sigismond III.
Le monastère de Kirillo-Belozerski résiste cependant aux troupes polonaises, en résistant à un siège en 1612-1613 et en repoussant (jusqu'en 1616) plusieurs attaques de l'envahisseur. Mais pas tous les lieux de la région connaissent le même sort. Le monastère de Ferapontov est pillé par les troupes polonaises pendant l'Interrègne, tandis que l'okroug de Tcharonda subit des attaques en 1612-1613, 1614-1615 et 1616-1619. À la fin de la guerre, Tcharonda et sa région est totalement dévastée, avec un grand nombre de personnes tuées, violées.

#### Essor économique: de 1708 à 1917

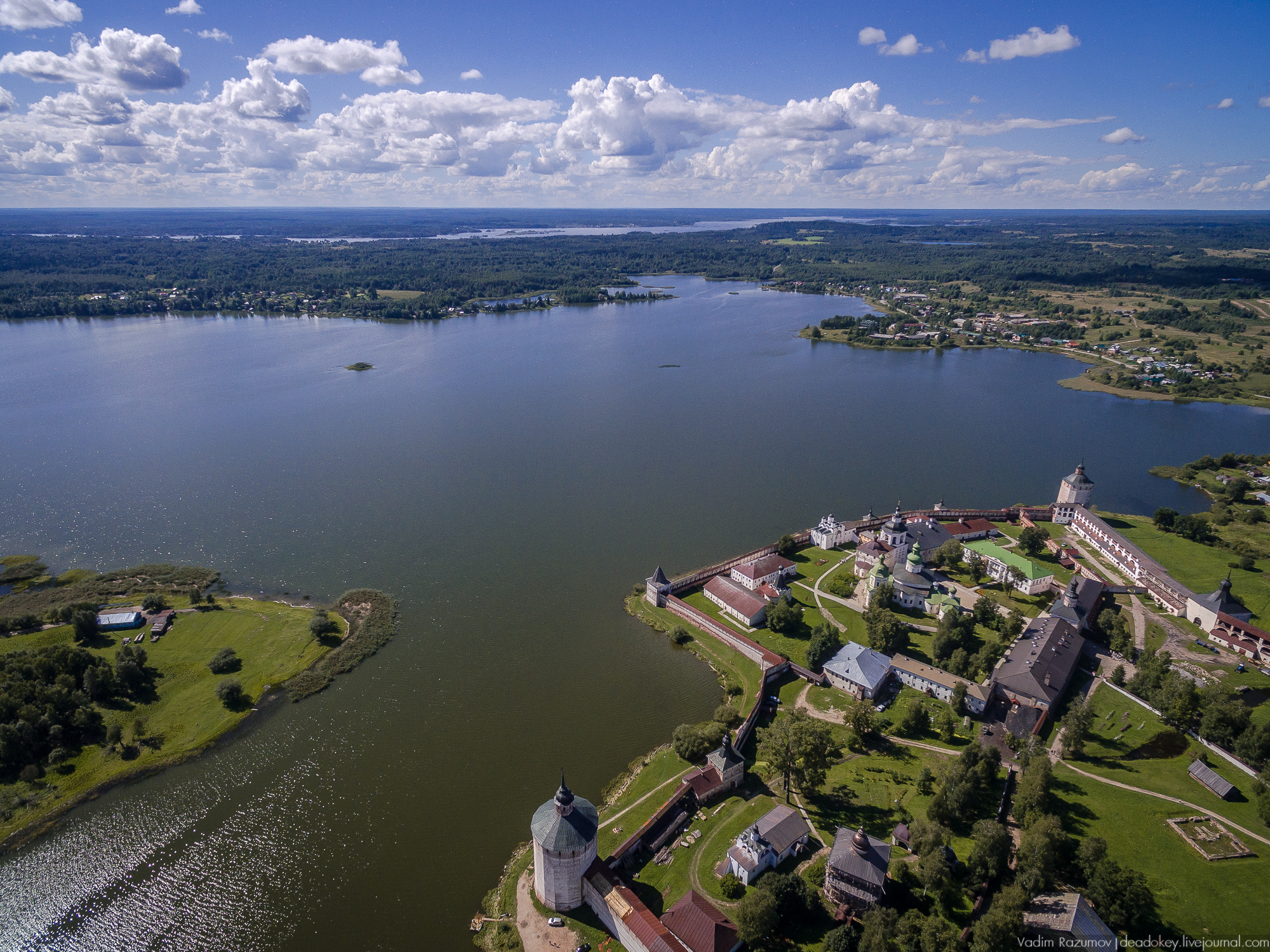
Lac de Siversk et monastère de Kirillov.

Après ce Temps des Troubles, la région s'est reconstruite. Réalisant l'importance des fortifications du monastère de Kirillov, le gouvernement russe décide de transformer le monastère en l'une des forteresses les plus grandes et les plus puissantes de Russie.
En 1708, le tsar Pierre Ier le Grand publie un oukase divisant le territoire russe en 8 gouvernements, gouvernements rassemblant les ouïezds et autres types de subdivisions au sein d'une subdivision plus grande. Le territoire actuel du raïon de Kirillov est alors réparti entre deux gouvernements ; avec d'une part l'ouïezd de Beloozero intégré au gouvernement d'Ingrie ; et d'autre part l'okroug de Tcharonda intégré au gouvernement d'Arkhangelsk. En parallèle, Tcharonda obtient le statut de ville. À cette époque, l'okroug de Tcharonda était peuplé de plus de 14 000 habitants.
Trois changements administratifs se passent vite ; tout d'abord le gouvernement d'Ingrie est renommée gouvernement de Saint-Pétersbourg en 1710 par Pierre le Grand en l'honneur de sa nouvelle ville sur la Neva. Ensuite, en 1719, le gouvernement de Saint-Pétersbourg est divisé en plusieurs provinces par l'oukase du 29 mai 1719 (9 juin dans le calendrier grégorien), avec parmi les nouvelles provinces la province de Beloozero (ru), qui reprend le territoire de l'ouïezd du même nom. Enfin, lors de cette même réforme provinciale de 1719, l'okroug de Tcharonda est absorbé par la province de Beloozero, en la séparant du gouvernement d'Arkhangelsk.

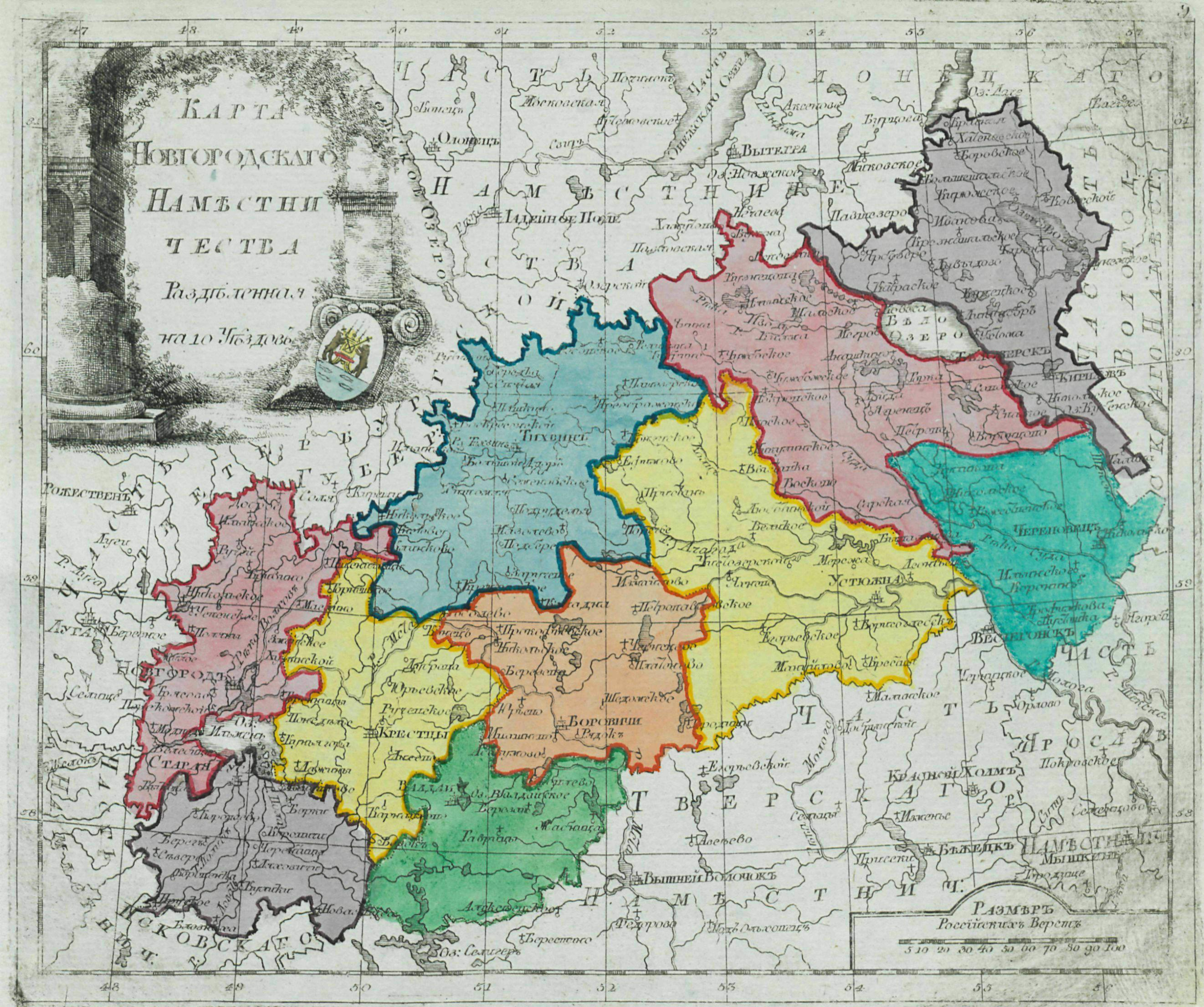
Carte du gouvernement de Novgorod avec l'ouïezd de Kirillov en haut à droite en gris.

En 1727, la province de Beloozero est intégrée au gouvernement de Novgorod, changement qui restera en place jusqu'à la guerre civile russe.
En 1776, avec de la réforme régionale de Catherine II, l'ouïezd de Kirillov est créé, en étant séparé de l'ouïezd de Beloozero. Il prend les territoires autour de Kirillov et ceux de Tcharonda. Au niveau urbain, deux changements sont effectués : tout d'abord, Kirillov obtient le statut de ville grâce à son essor économique, tandis que Tcharonda perd le statut de ville à cause de son déclin.
Le XIXe siècle et le début du XXe siècle furent la période où Kirillov et ses alentours étaient dominés par les marchands. Ces marchands avaient commencé à venir après que Kirillov ait reçu le statut de ville, et leur nombre avait ensuite augmenté. En plus de faire profiter la zone économiquement parlant, ils avaient une influence sociale et politique. Beaucoup étaient membres d'associations caritatives, surtout dans le domaine scolaire. La première école de la région, en 1785 à Kirillov, fut ouvert par un marchand, et l'école professionnelle de Kirillov fut ouverte en 1912 par un autre marchand. Les villages n'étaient pas en reste, comme celui d'Oudaj ou de Tcharonda qui furent aussi doté d'une petite école. Dans un autre thème, une cantine gratuite fut ouverte à Kirillov par le directeur de la banque publique de la ville.
Leur influence politique s'illustrait au travers du Zemstvo, assemblée locale établie par une réforme de 1864 d'Alexandre II, qui se chargeait du ravitaillement, de l'assistance publique, de l' instruction primaire, de l’entretien de la voirie et de la santé publique en outre. Comme cette assemblée était limitée par le cens, avec ainsi un suffrage censitaire, faisant que la noblesse locale, les fermiers, artisans, commerçants et entrepreneurs les plus aisés étaient sur-représentés dans les zemstvos. Sur les 16 membres du Zemstvo de l'ouïezd en 1902, 7 étaient marchands, et 2 nobles.

Alentours de Kirillov par Sergueï Prokoudine-Gorski, en 1909 :
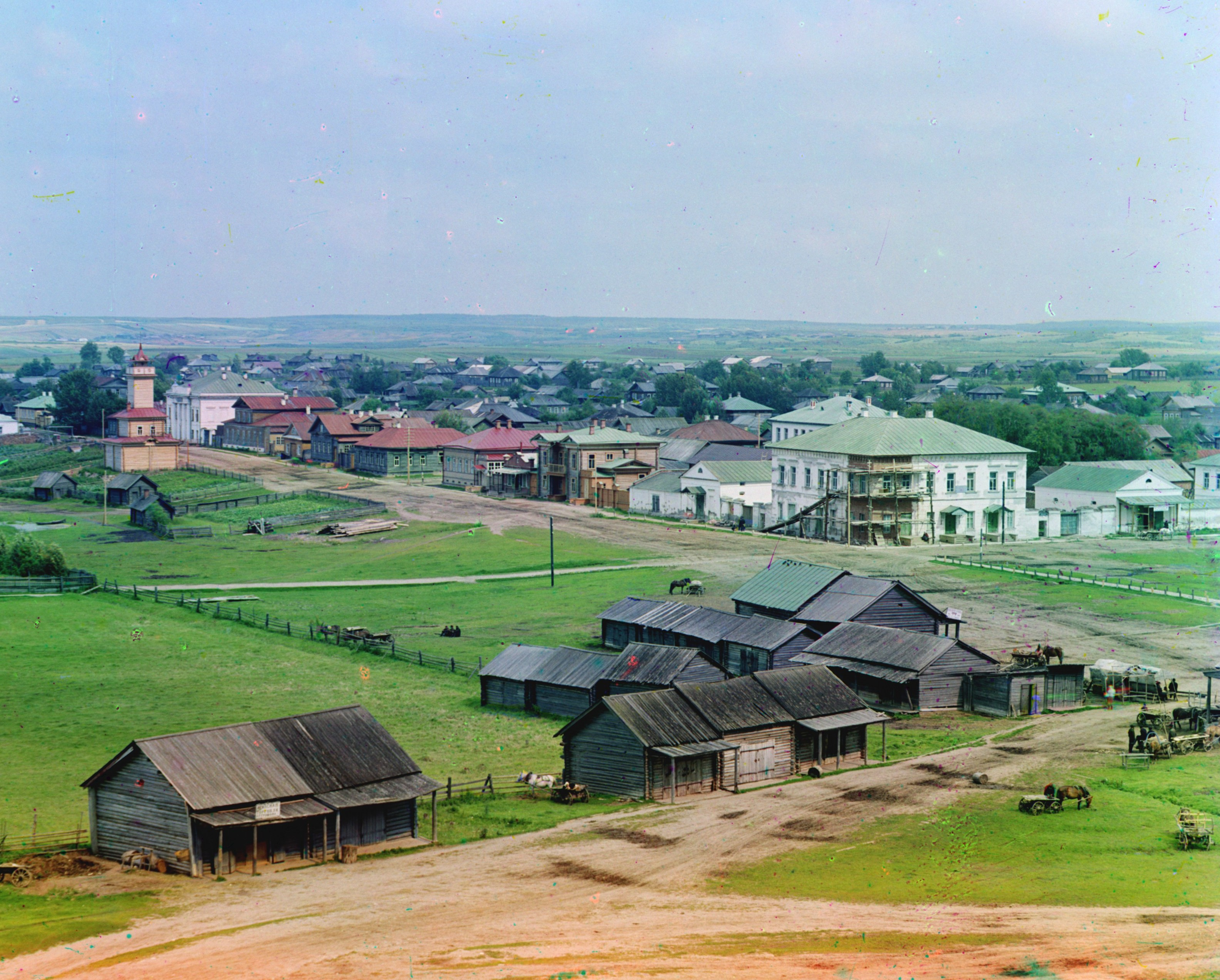
Vue de Kirillov.
Jeunes paysannes russes.
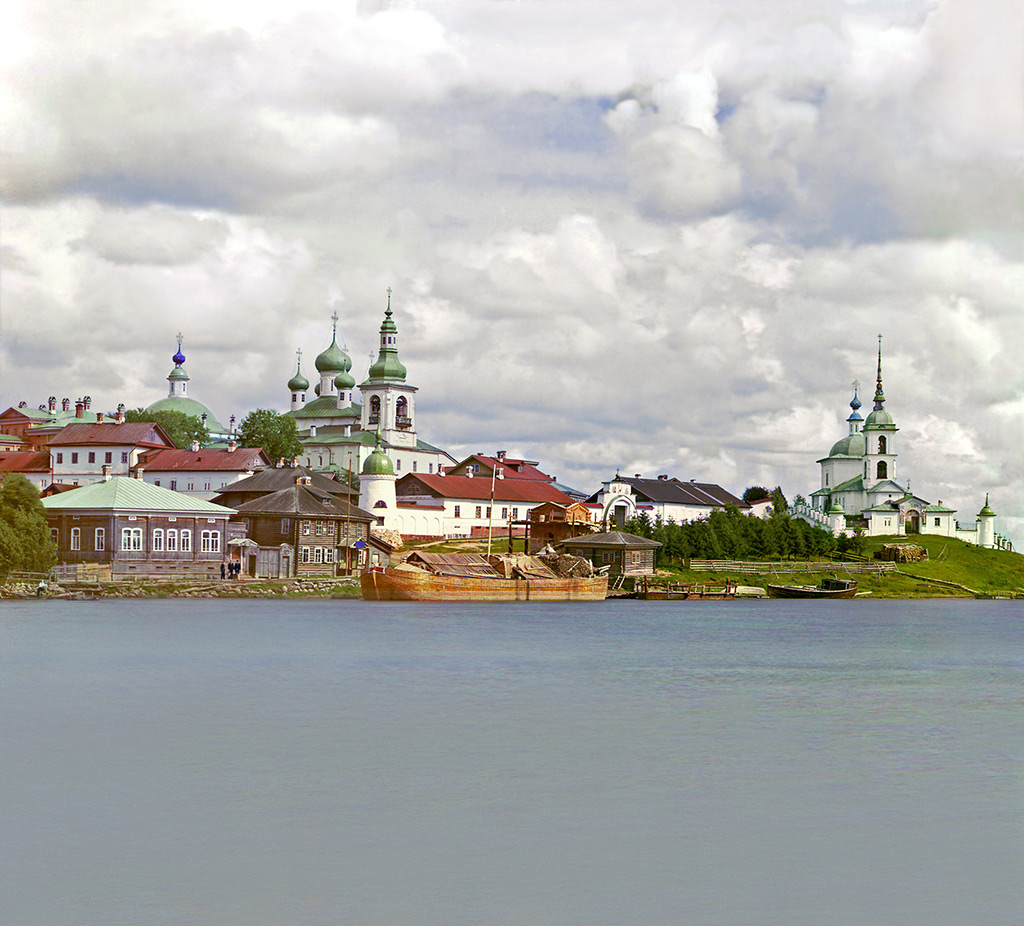
Monastère de Goritsy.
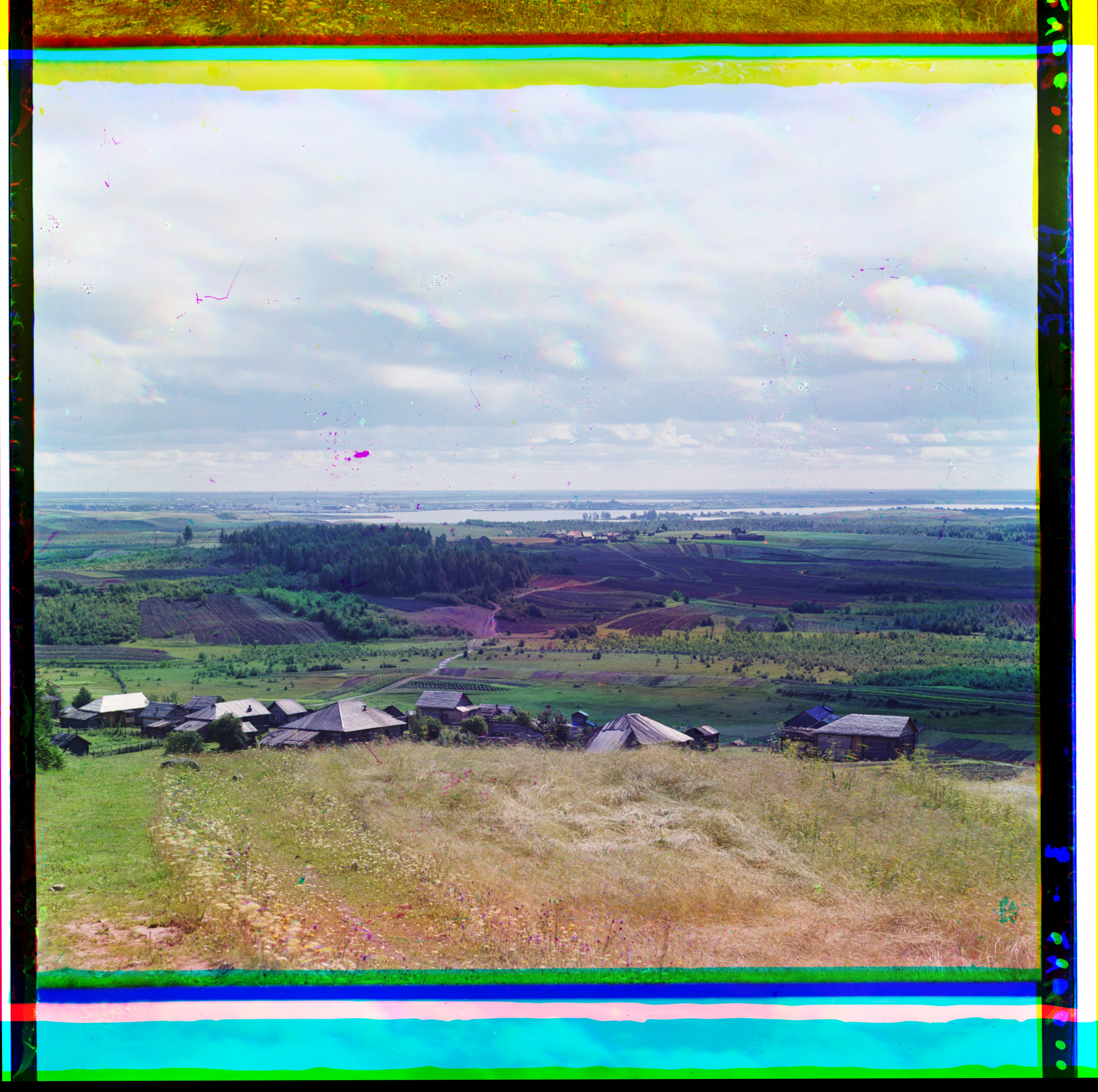
Vue depuis le mont Maoura.

### Guerre civile russe

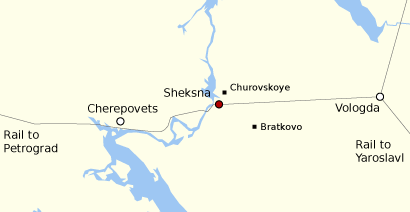
Carte des lieux du soulèvement (Cheksna, Tchourovskoïe, Bratkovo)

Contrairement à d'autres régions russes, y compris proches, l'ouïezd de Kirillov est resté à l'écart des combats pendant la Guerre civile russe, qui a fait suite à la révolution russe. Dès la révolution d'Octobre, la zone passe sous le contrôle des Bolcheviks, où elle restera jusqu'à la fin de la guerre. Les combats les plus proches furent lors du soulèvement de la Cheksna (ru), à seulement une vingtaine de kilomètres de Kiriilov, un soulèvement anti-bolcheviks dans les volosts de Cheksna (en) du gouvernement de Vologda et dans le volost de Tcherepovets du gouvernement de Tcherepovets. (ru), entre le 1er et le 3 décembre 1918.
Les paysans se soulevèrent à cause de leur mécontentement face à l'émergence d'un système de direction militaro-communiste dans les villages de la région. Les paysans voyaient la situation économique se détériorer, et l'intervention en Russie septentrionale, avec l'arrivée des alliés au nord du gouvernement de Vologda (dans le gouvernement d'Arkhangelsk) entraîna la mobilisation de la population. En plus de la conscription de la population locale dans l'Armée rouge, les chevaux ont été réquisitionnés tout comme les vivres. La politique du communisme de guerre était tout simplement dénoncé au travers de ce soulèvement.
Les paysans prirent dès le premier jour la gare de Cheksna, coupant une voie stratégique de transport dans la région. Mais dès le 1er décembre au soir, une importante force de l'Armée rouge arriva près de Cheksna afin de réprimer dans le sang la rébellion. Pour les communistes, ce soulèvement était l'une des nombreuses armées vertes (des armées de paysans) qu'il fallait éteindre.
Dans la nuit du 3 décembre 1918, l'Armée rouge pris la gare de Cheksna, éteignant dans le sang la rébellion. Dès le lendemain, une opération de nettoyage commença par l'Armée rouge dans les volosts des rebellés, dans ceux environnant, y compris dans l'ouïezd de Kirillov, et le long de la voie ferrée. Les participations les plus actifs furent arrêtés et les chefs de soulèvement furent abattus sur ordre d'un tribunal militaire de campagne. Le 19 décembre 1918, une vague d'arrestation secoua la région, pour arrêter toute personne impliquée dans le soulèvement,

### Période soviétique

#### Répressions politiques
Tout comme dans le reste du pays, la collectivisation, enclenchée par Staline dans les années 1930, s'est déroulée à un rythme accéléré, mais nom sans embûches. Elle commença dans le raïon en février 1930, lorsqu'une ferme collective fut créée au village de Topornia. En 1936, soit six ans après le début, sur 11 750 exploitations paysannes, 10 212 sont collectivisées, soit 86,1 %. Mais cette prouesse cachait de nombreux problèmes. La plupart des fermes collectives qui ont été créées le furent à la va-vite, manquant d'équipement, de fonds, et de spécialistes.
En conséquence, la productivité diminua, ainsi que le nombre de bovins. Les paysans étaient de plus en plus furieux vis-à-vis de la politique, et en 1936, les autorités virent même une assemblée générale de paysans dissoudre une des fermes collectives du raïon. La répression s'enclencha alors contre les initiateurs de cette dissolution, tandis que la ferme fut recréée. En parallèle, dans plusieurs endroits du raïon, des sabotages ont commencé à être fait sur diverses fermes collectives du raïon pour protester contre la collectivisation. En août 1937, la branche du raïon de Kirillov du NKVD découvrit les membres de ce groupe anti-collectivisation, et condamna son chef à mort, tandis que les autres furent envoyés au goulag. Le chef fut réhabilité par décision du présidium du tribunal de l'oblast de Vologda du 29 juillet 1957.

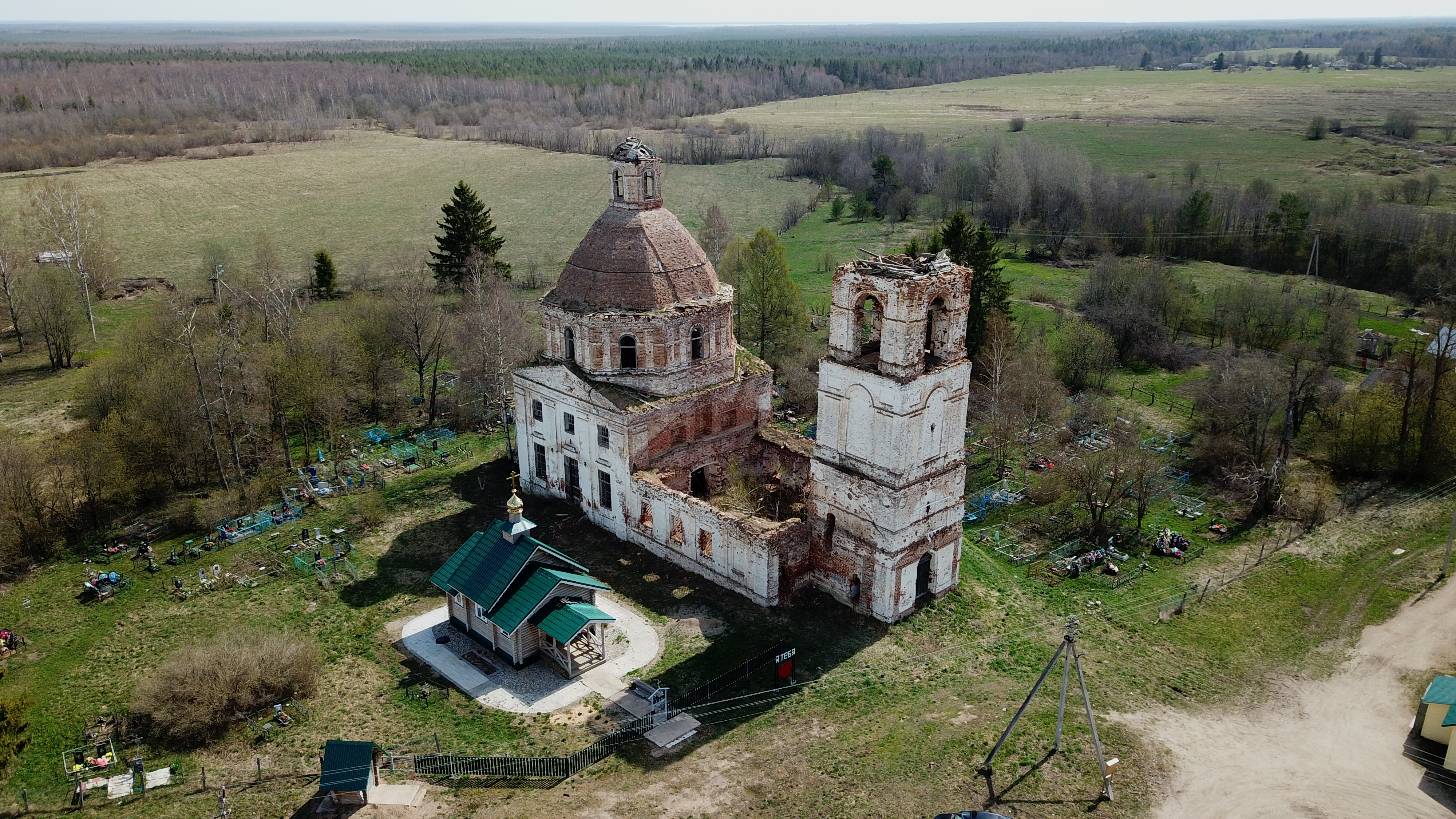
Église de Roukino, tombée en ruines. À côté, une petite chapelle récente.

La politique répressive de l'Union soviétique accompagnée de la collectivisation poussa la population à voler pour subsister, alors que la famine apparaissait à nouveau. Certains paysans furent condamnés à mort pour avoir volé, dont un pour avoir volé des petits pois dans une ferme collective.
Le 1er août 1927, au sein de l'okroug de Tcherepovets (ru), le raïon de Kirillov fut créé, en reprenant une partie du territoire de l'ouïezd de Kirillov.
La religion orthodoxe, ses lieux de cultes et son clergé, très importante dans le raïon, furent aussi particulièrement visée. Avant la révolution russe, il y avait 4 monastère et 49 églises paroissiales dans le raïon de Kirillov, mais au moment du début de la Grande Guerre patriotique (en 1941), il n'y avait tout simplement plus aucun site religieux actif dans le raïon.
Les répressions furent sanglantes à partir des années 1930, menées par la branche du raïon de Kirillov du NKVD. Un nombre important de membres du clergé, qu'ils soient prêtres, moines, ou nones, furent arrêtées, et nombre furent tués. L'une des affaires les plus sanglantes concerna les nones du monastère de Goritsy, qui furent mises sur un bateau où une partie du sol s'ouvre. Selon un témoin sur la rive du lac, une cinquantaine de nones furent mises sur ce bateau, puis une fois arrivée au lac Beloïe, le capitaine ouvrit le sol pour laisser se noyer les nones dans le lac.

#### Initiations des protections

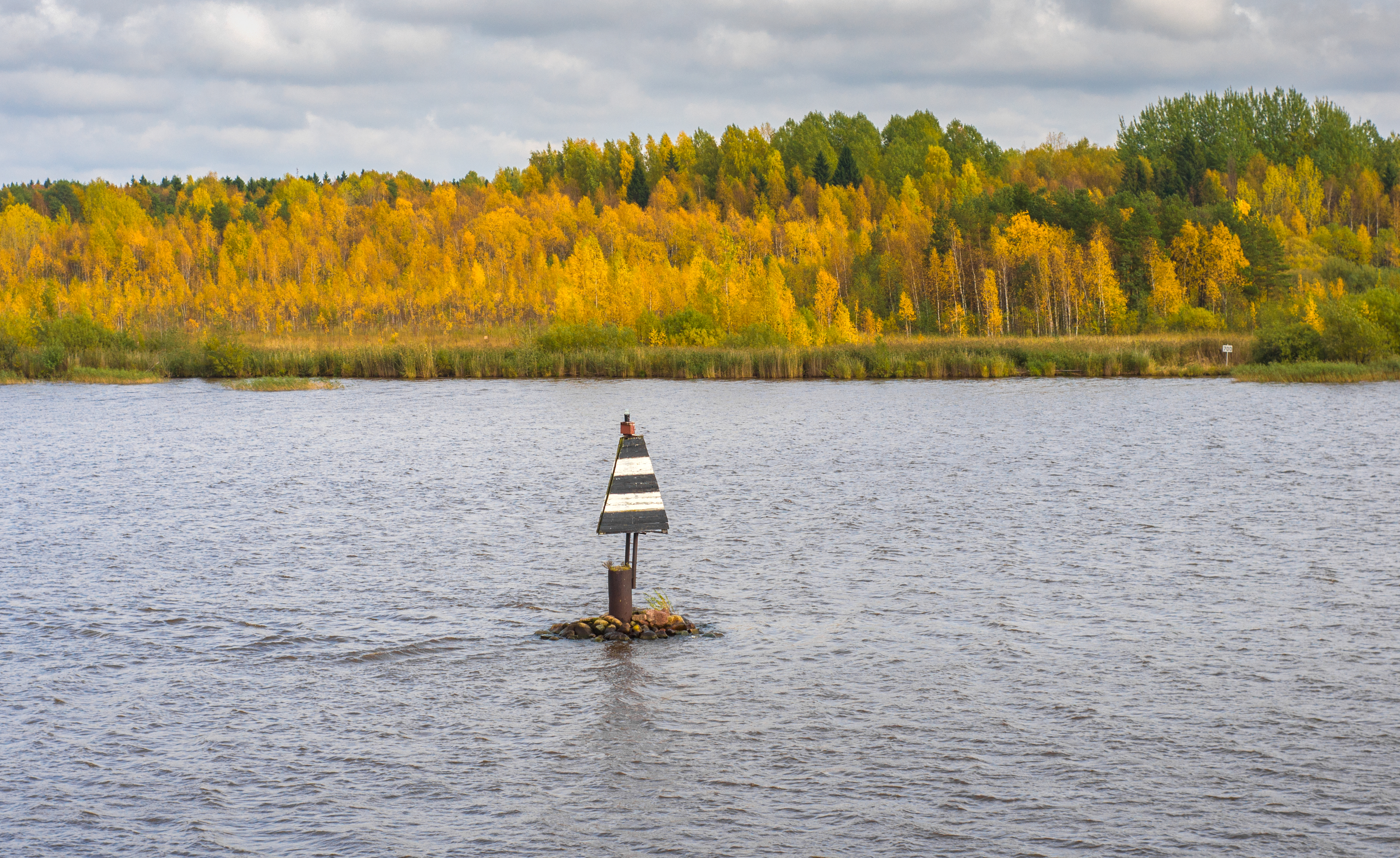
La réserve du Nord Russe couvre des étendues d'eau.

La seconde moitié du XXe siècle fut marqué dans le raïon de Kirillov par la prise de conscience du patrimoine, qu'il soit environnemental ou culturel, dans le raïon. Des protections existaient déjà auparavant, mais leur utilité était faible, et elles étaient surtout envers quelques lieux culturels religieux dont l'État ne voulait pas qu'ils soient détruits. Dès 1924, un musée-réserve fut créé au monastère de Kirillov lorsque ce dernier fut fermé pour les religieux.
Concernant l'environnement, la Loi sur la protection du patrimoine de la nature fut passé en octobre 1960, instaurant la création des monuments naturels en Russie. En conséquence, divers lieux du raïon furent classés comme des monuments naturels, tel que le mont Maoura, le mont Tsipina, le Mont Sandyreva, la forêt Chalgo-Bodounovski, la forêt Sokolsk, la réserve biologique de Kirillov et 14 marécages du raïon.
Mais il manquait dans la loi de 1960 une catégorie de réserve, les parcs nationaux. Plusieurs associations de conservation songeait à la création de telles zones en URSS, comme l'Institut de recherche pour la conservation de la nature de Moscou (ru), qui avait élaboré des plans pour créer ces zones.
La Société panrusse pour la conservation de la nature (ru) fut invitée aux discussions, et dans les années 1980, sur la base des travaux d'une expédition de l'Institut pédagogique de Vologda, proposa parmi les différents lieux pour des parcs nationaux un parc national dans le raïon de Kirillov. La proposition était motivée par une nature encore peu touchée, avec plusieurs monuments naturels, et un héritage culturel important. Pour la société, créer un parc favoriserait le tourisme dans le raïon.
Entre 1989 et 1990, l'Institut forestier de conception et d'enquête de toute l'Union (Soyouzgiproleskhoz) développa un projet pour l'organisation d'un parc, en s'appuyant sur l'aide de l'Université pédogagique de Vologda. La conception était soutenue par Roman Valentinovitch Bobrovski (ru), un botaniste soviétique et russe, spécialiste de la conservation de la nature.

### Fédération de Russie
La dislocation de l'Union soviétique n'interrompit pas le processus de protection en cours, et le 20 mars 1992, le parc national du Nord Russe vit le jour, couvrant la partie méridionale du raïon. Les quatre monastères du raïon furent inclus dans le parc, en plus des espaces naturels, ainsi que l'établissement sur pilotis de Modlon (ru), un site archéologique datant du Néolithique qui fut découvert en 1919, et fouillé lors de campagnes en 1938-1940, en 1945-1957 et en 1970-1975.

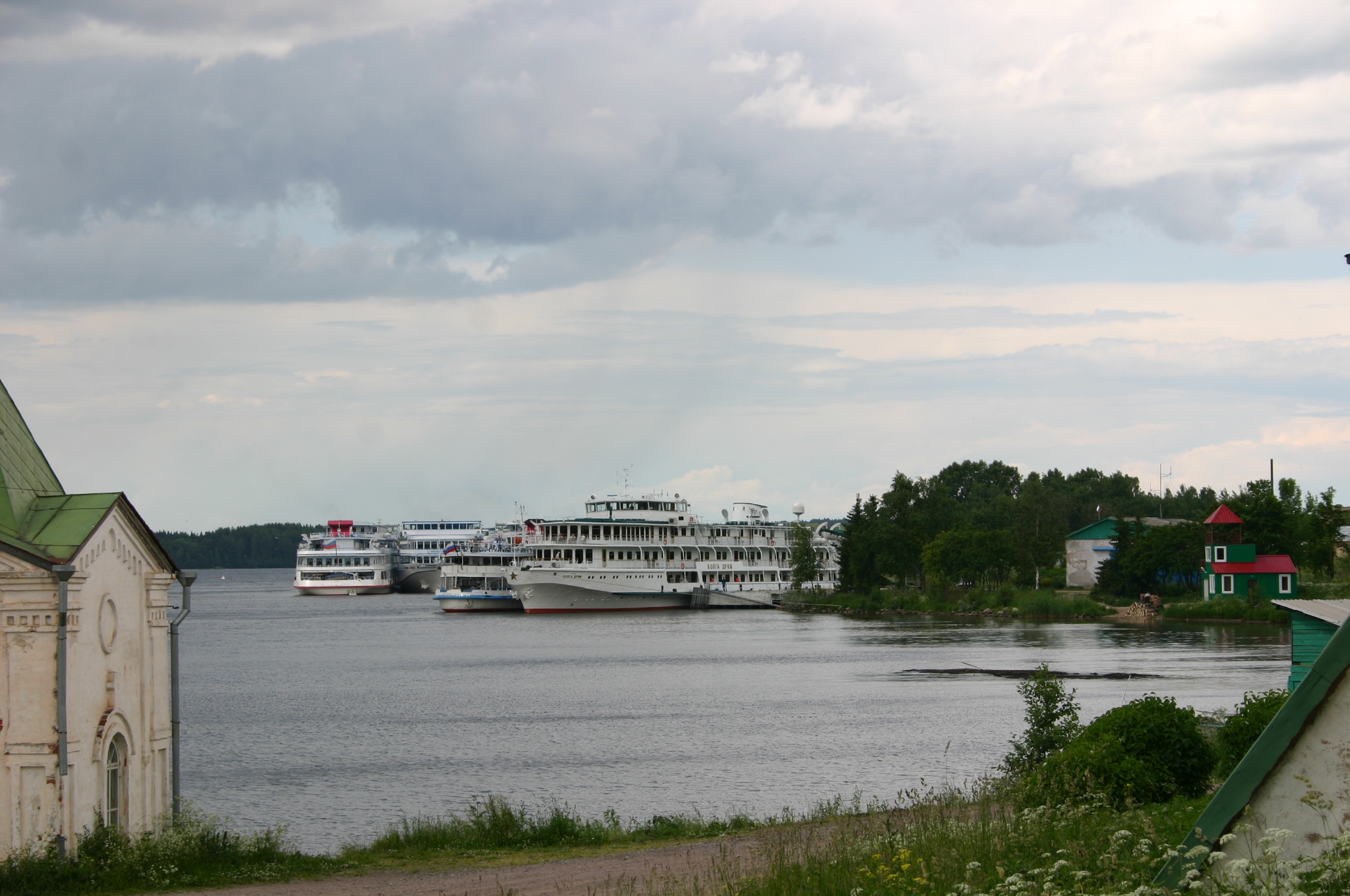
Bateaux de croisière fluvial à Goritsy.

En 1997, la fédération de Russie mis le monastère de Ferapontov sur le registre d'État des objets particulièrement précieux du patrimoine culturel des peuples de la fédération de Russie (ru), la liste regroupant les 68 monuments les plus notables et précieux de Russie. En parallèle, la Russie proposa que ce même lieu soit classé à l'Unesco, et lors de la 24e session du Comité du patrimoine mondial en 2000, le site fut inscrit au patrimoine mondial de l'Unesco.
Grâce aux diverses protections, le raïon put éviter un effondrement économique. La population continue de chuter dans le raïon, avec 21 702 habitants lors du recensement soviétique de 1989 contre 14 227 habitants lors du recensement de 2021 en Russie. Mais le tourisme ne suit pas la même tendance, lui étant fortement à la hausse. Entre 2012 et 2017, le nombre de touristes a augmenté de 72 %, et cette hausse est même plus forte ces dernières années, avec que 343 317 touristes en 2015, dont 32 939 touristes étrangers, contre 464,4 mille touristes en 2019, dont 80,5 mille touristes étrangers en 2019. Entre 2015 et 2019, le nombre de touristes a augmenté de 35.27 %, et celui du nombre de touristes étrangers de 144.39 %,. En 2017, le raïon entre dans le classement des trois destinations rurales les plus populaires auprès des touristes en Russie.
Un autre aspect de ces dernières années dans le raïon de Kirillov fut la dénonciation des crimes commis pendant la période soviétique, en particulier envers les personnes religieuses et les paysans. Plusieurs institutions, telles que le bureau du procureur et les organes de sécurité de l'État de l'oblast ont travaillé pour réhabiliter les victimes des répressions politiques. Mais les travaux ne sont toujours pas finis, de nombreux noms manquant encore à l'appel. Régulièrement, le parquet fournit les informations sur les réhabilités pour la presse locale. Juste entre 1989 et 2005, plus de 400 noms de personnes venant du raïon apparurent dans les listes de réhabilitation publiées.

## Politique et administration

### Histoire politique du raïon
La formation du raïon de Kirillov au sein de l'oblast de Léningrad date du 1er août 1927, au sein de l'okroug de Tcherepovets (ru). Mais le 23 juillet 1930, l'okroug est dissout, le raïon devenant ainsi directement sous la subordination de l'oblast de Léningrad. Il est ensuite transféré à l'oblast de Vologda lors de la création de ce dernier en 1937.
Le 20 septembre 1931, le raïon annexe celui de Nikolski-Torjok (ru).
Le 12 décembre 1955, le raïon de Tcharozero (ru) est dissout, son territoire repris par le raïon de Kirillov.
Le 14 mars 1964, le selsoviet de Kiriougski fut transféré au raïon industriel de Niandoma (ru).
En 2006, le raïon devient un raïon municipal, avec dix municipalités qui le compose. Ces municipalités sont réduites progressivement à sept en 2015. Le 1er juin 2023, le raïon rentre dans une période de transition qui doit durer jusqu'au 1er janvier 2024. À terme de la période transitoire, le raïon n'aura plus aucune municipalité, aura comme statut un okroug municipal, et aura une nouvelle assemblée.

### Résultats électoraux
Le raïon fait partie de la circonscription de Tcherepovets pour les élections législatives russes.
| Scrutin             | 1er tour | 1er tour | 1er tour | 1er tour | 1er tour | 1er tour | 1er tour | 1er tour | 1er tour | 1er tour | 1er tour | 1er tour | 2d tour                  | 2d tour                  | 2d tour                  | 2d tour                  | 2d tour                  | 2d tour                  | 2d tour                  | 2d tour                  |
| Scrutin             | 1er      | 1er      | %        | 2e       | 2e       | %        | 3e       | 3e       | %        | 4e       | 4e       | %        | 1er                      | %                        | 2e                       | %                        | 3e                       | %                        | 4e                       | %                        |
| ------------------- | -------- | -------- | -------- | -------- | -------- | -------- | -------- | -------- | -------- | -------- | -------- | -------- | ------------------------ | ------------------------ | ------------------------ | ------------------------ | ------------------------ | ------------------------ | ------------------------ | ------------------------ |
| Présidentielle 2012 |          | ER       | 61,34    |          | KPRF     | 19,74    |          | LDPR     | 6,94     |          | SE       | 6,16     | Victoire au premier tour | Victoire au premier tour | Victoire au premier tour | Victoire au premier tour | Victoire au premier tour | Victoire au premier tour | Victoire au premier tour | Victoire au premier tour |
| Législatives 2016   |          | ER       | 44.51    |          | LDPR     | 18.27    |          | KPRF     | 17.69    |          | SRZP     | 7,05     | Tour unique              | Tour unique              | Tour unique              | Tour unique              | Tour unique              | Tour unique              | Tour unique              | Tour unique              |
| Présidentielle 2018 |          | ER       | 72,18    |          | KPRF     | 14,62    |          | LDPR     | 8,03     |          | GRANI    | 1,51     | Victoire au premier tour | Victoire au premier tour | Victoire au premier tour | Victoire au premier tour | Victoire au premier tour | Victoire au premier tour | Victoire au premier tour | Victoire au premier tour |
| Législatives 2021   |          | ER       | 36,94    |          | KPRF     | 25,63    |          | LDPR     | 10,31    |          | SRZP     | 7,97     | Tour unique              | Tour unique              | Tour unique              | Tour unique              | Tour unique              | Tour unique              | Tour unique              | Tour unique              |

### Administration
Au 1er juillet 2023, le raïon de Kirillov est dotée d'une assemblée législative, qui existe depuis 2006. Cette assemblée est dotée d'un président, et elle est élue tous les 5 ans par la population du raïon. Cette assemblée élit aussi le chef de l'administration, qui possède le pouvoir exécutif dans le raïon. Il est lui aussi élu tous les cinq ans. L'assemblée est composé de 21 députés.
En 2022, le budget du raïon qui fut voté par l'assemblée du raïon était de 780,082 millions de roubles, avec des dépenses pour l'année s'élevant à 753,083 millions de roubles, soit un excédent budgétaire de 26,999 millions de roubles.
| Période                                  | Période                      | Identité            | Étiquette | Qualité                                              |
| ---------------------------------------- | ---------------------------- | ------------------- | --------- | ---------------------------------------------------- |
| 2008                                     | 3 février 2023               | Sergueï Oussov      |           |                                                      |
| 3 février 2023                           | En cours (au 8 juillet 2023) | Andreï Tiouliandine |           | Ancien maire de la municipalité rurale de Ferapontov |
| Les données manquantes sont à compléter. |                              |                     |           |                                                      |

#### Municipalités
Le raïon de Kirillov, dans le cadre de l'organisation de l'autonomie locale, était divisé en 7 municipalités ; avec d'une part un établissement urbain, et de l'autre 6 établissements ruraux.

Carte des municipalités de 2015 à 2024.

Lorsqu'ils furent institués au 1er janvier 2006, le raïon était divisé en 10 municipalités, avec 1 établissement urbain et 9 municipalités rurales. Cependant en avril 2009, l'établissement rural de Soukhoverkhovo fut dissout, en étant inclus dans celui de Ferapontovo. En juin 2015, l'établissement de Goritsy fut supprimé, et le territoire inclus à la ville de Kirillov. Enfin, aussi en juin 2015, l'établissement de Kovarzino fut dissout et son territoire inclus dans celui de Ferapontovo.
Par la loi de l'oblast de Vologda du 26 mai 2023 no 5370-OZ, toutes les municipalités sont dissoutes, tandis que le statut du raïon concernant le point-de-vue municipal passa de raïon municipal à okroug municipal. Ce nouveau statut confère à l'administration du raïon l'ensemble des pouvoirs municipaux détenus auparavant par les municipalités. La loi prendra effet entièrement après une période de transition débutant le 1er juin 2023 et finissant le 1er janvier 2024.
| Municipalités (jusqu'en 2024) | Municipalités (jusqu'en 2024)   | Municipalités (jusqu'en 2024) | Municipalités (jusqu'en 2024) | Municipalités (jusqu'en 2024) | Municipalités (jusqu'en 2024) | Municipalités (jusqu'en 2024) | Municipalités (jusqu'en 2024) |
| N°                            | Municipalités                   | Nom russe                     | Code OKTMO                    | Population 2023               | Superficie                    | Centre administratif          | Localités                     |
| Établissement urbain          | Établissement urbain            | Établissement urbain          | Établissement urbain          | Établissement urbain          | Établissement urbain          | Établissement urbain          | Établissement urbain          |
| ----------------------------- | ------------------------------- | ----------------------------- | ----------------------------- | ----------------------------- | ----------------------------- | ----------------------------- | ----------------------------- |
| 1                             | Ville de Kirillov               | город Кириллов                | 19628101                      | 7487                          | 27.02                         | Kirillov                      | 27                            |
| Établissements ruraux         |                                 |                               |                               |                               |                               |                               |                               |
| 2                             | Municipalité de Talitsy         | Талицкое                      | 19628476                      | 1605                          | 658.21                        | Talitsy                       | 63                            |
| 3                             | Municipalité d' Aliochinski     | Алёшинское                    | 19628404                      | 923                           | 624.41                        | Chindalovo                    | 54                            |
| 4                             | Municipalité de Lipovo          | Липовское                     | 19628444                      | 647                           | 491.01                        | Vognema                       | 28                            |
| 5                             | Municipalité de Nikolski Torjok | Николоторжское                | 19628452                      | 1412                          | 625.62                        | Nikolski Torjok               | 85                            |
| 6                             | Municipalité de Ferapontovo     | Ферапонтовское                | 19628480                      | 1547                          | 389.04                        | Ferapontovo                   | 132                           |
| 7                             | Municipalité de Tcharozero      | Чарозерское                   | 19628484                      | 467                           | 1768.90                       | Tcharozero                    | 86                            |

### Localités
Au 1er janvier 2023, le raïon comptait 472 localités; réparties entre 1 localité urbaine, la ville de Kirillov ; et 471 localités rurales (des villages). Sur ces 471 villages, 14 sont à proprement parler des villages (en russe : село), le reste étant composé de 7 mestetchkos, de 7 possioloks et pour les 443 localités restantes des hameaux.

Quelques localités du raïon de Kirillov :
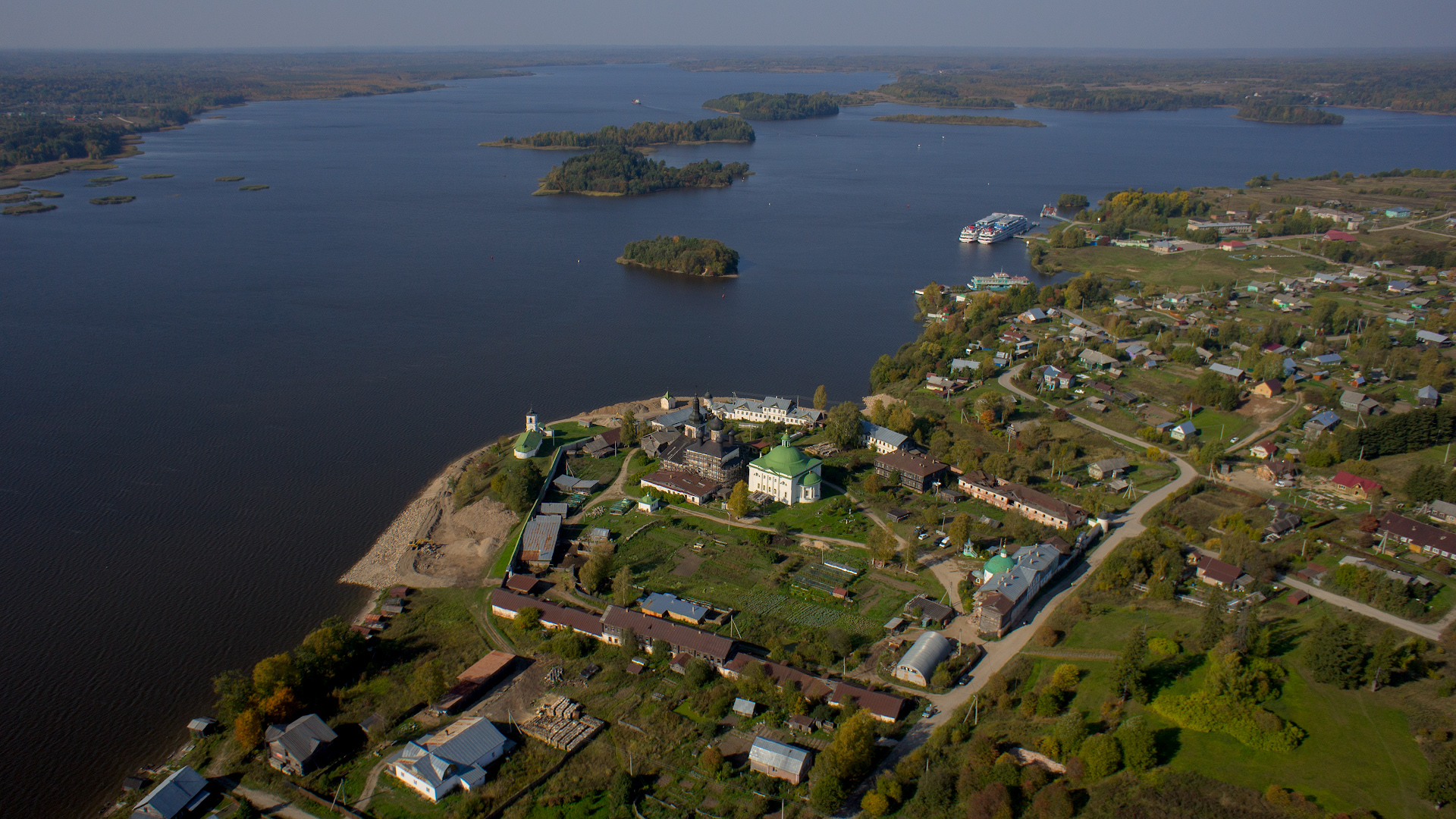
Goritsy.
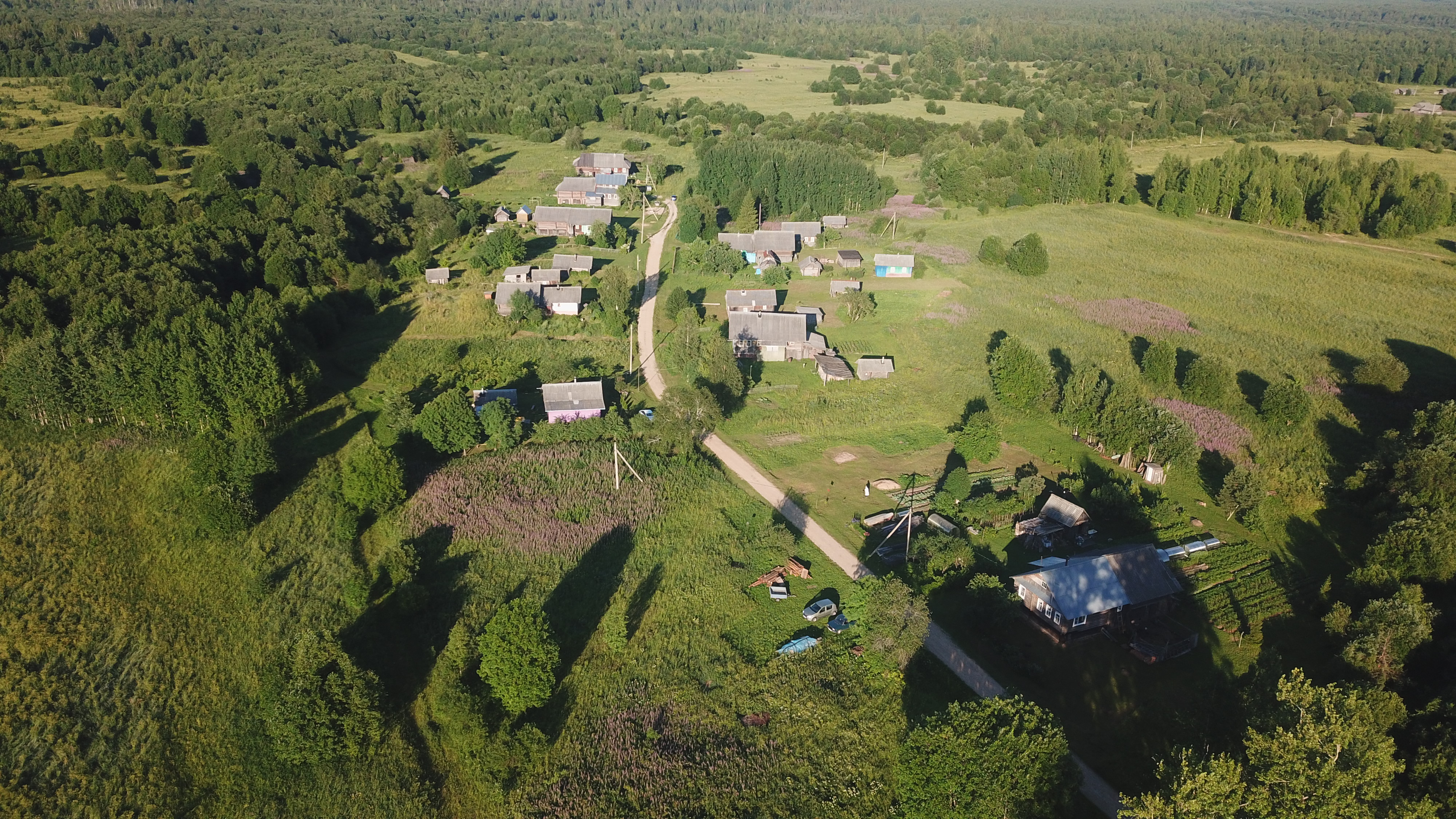
Timofeïevo.
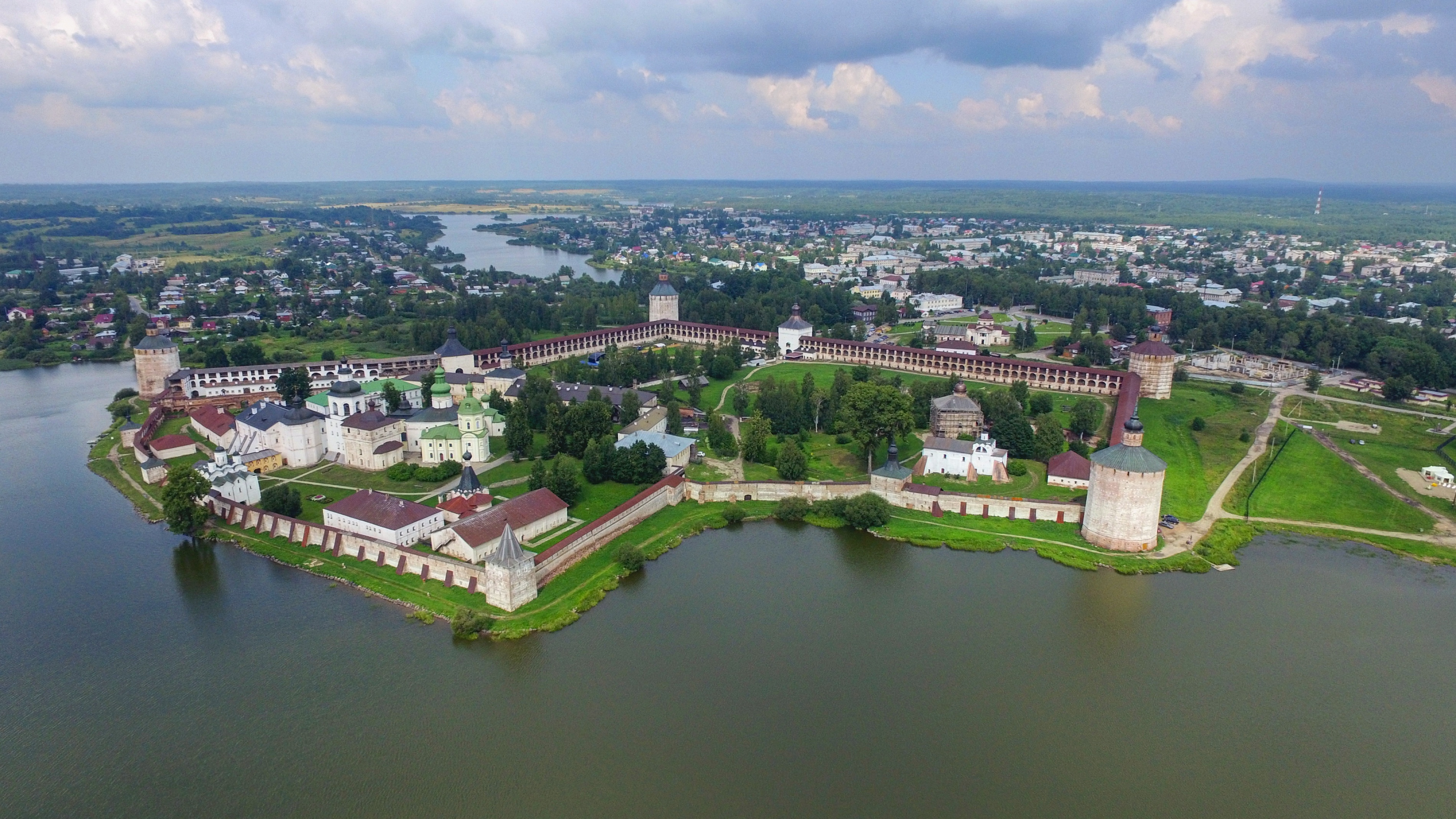
Kirillov.
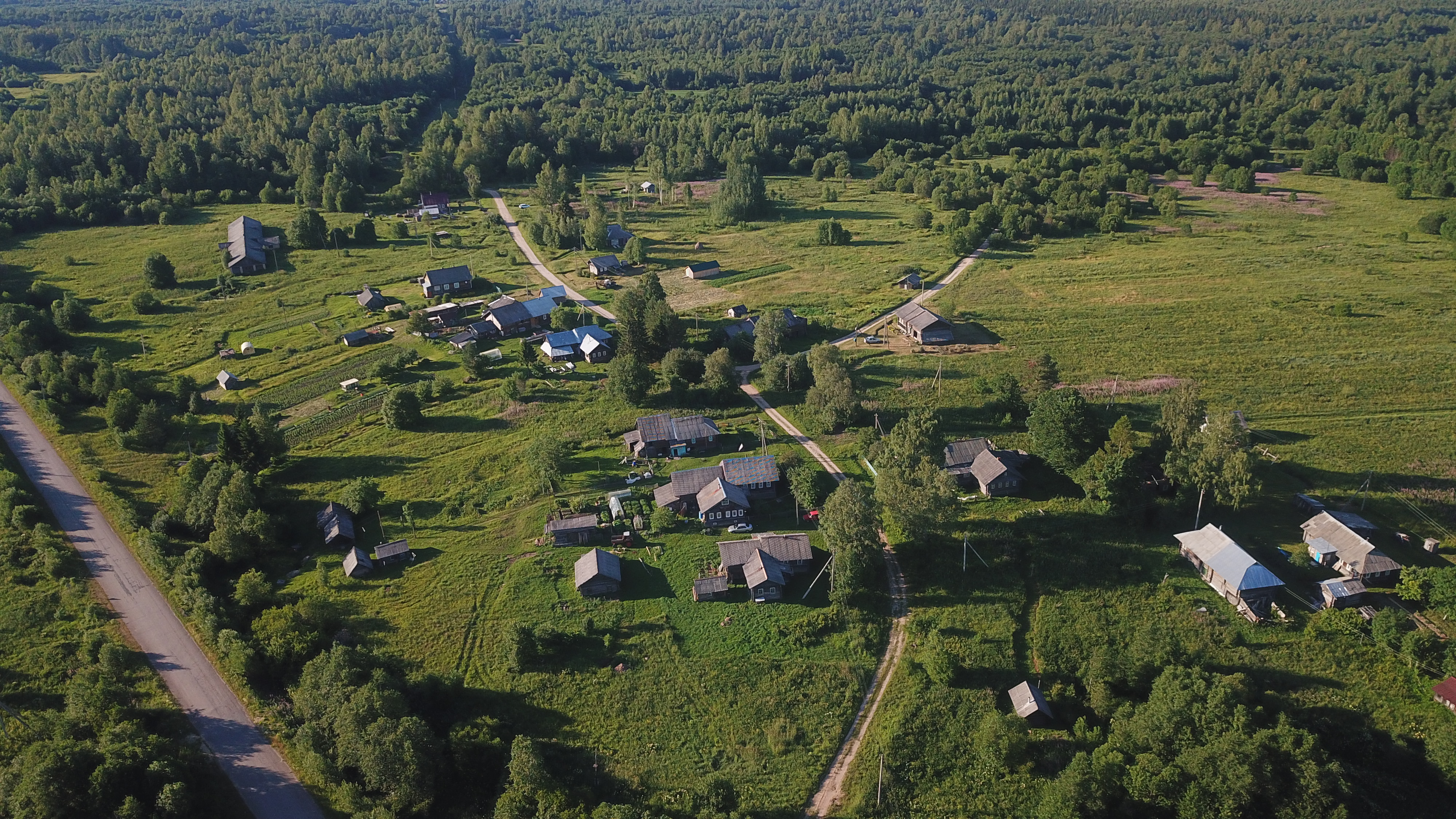
Rakoula.
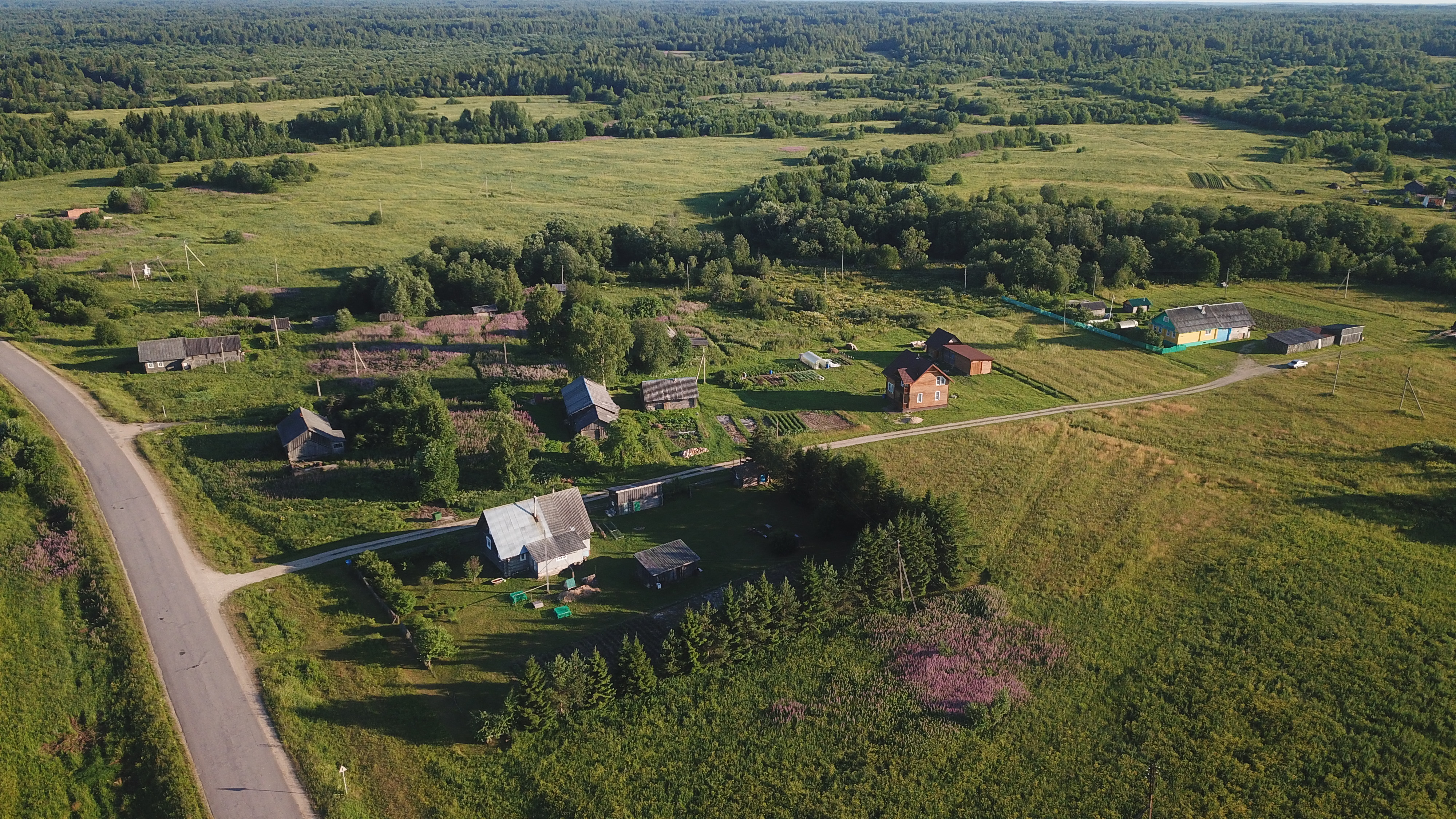
Poltchakovo
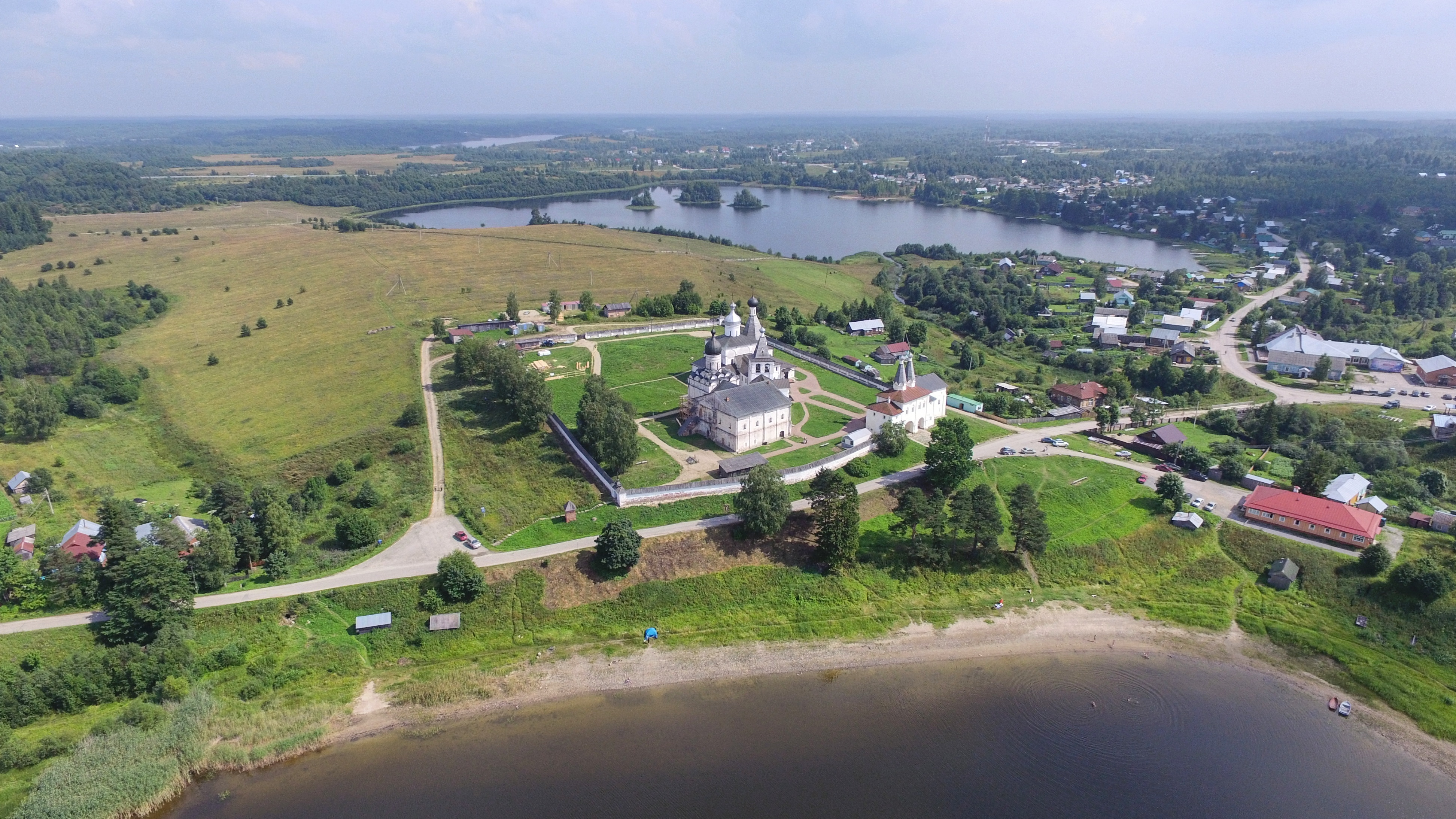
FerapontovO.

## Population et société

### Démographie en baisse depuis leXXesiècle

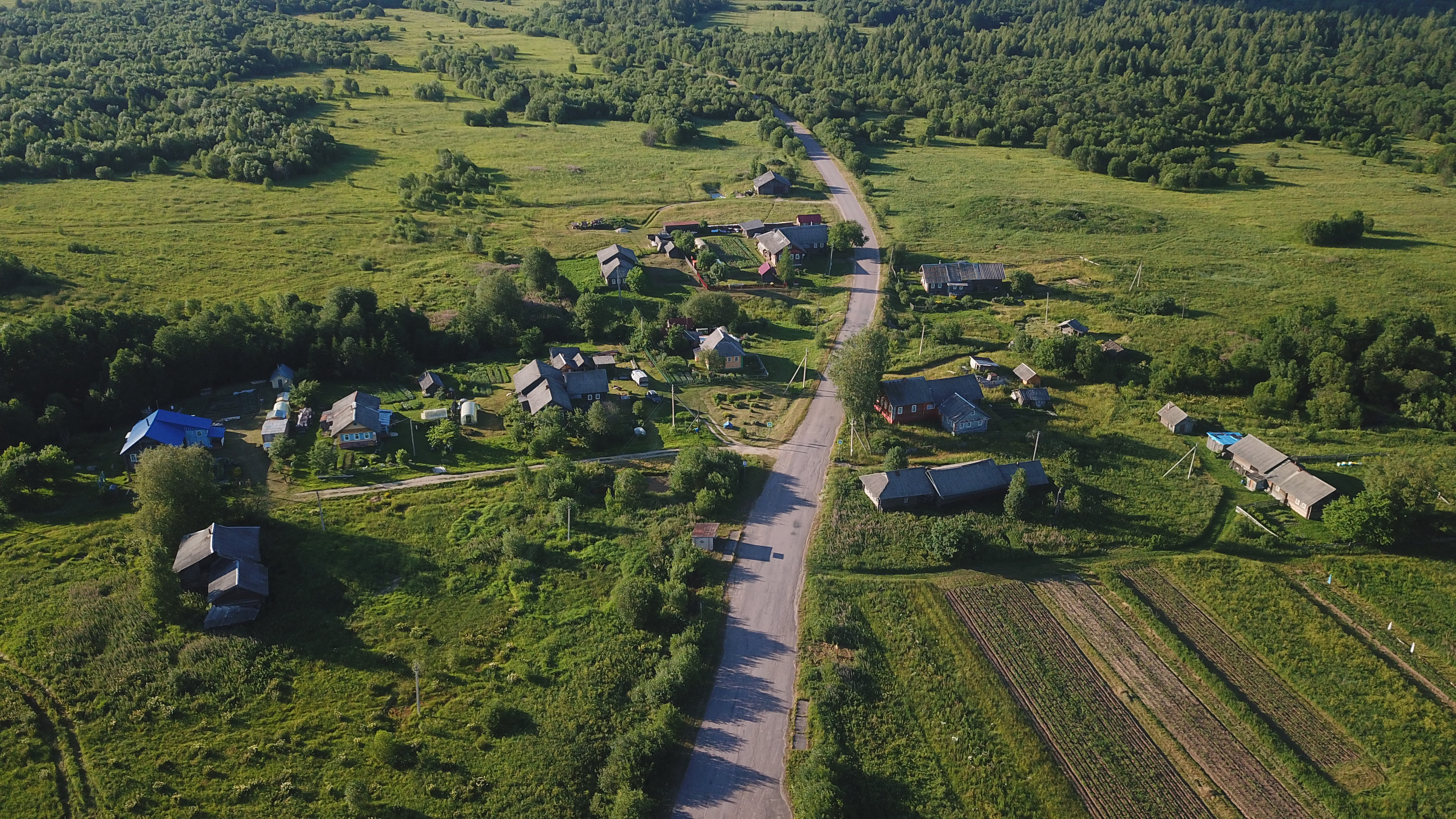
Village de Kozlovo, peuplé de 10 habitants en 2010.

Au 1er janvier 2023, la population légale du raïon de Kirillov était de 14 088 habitants. Sa population est de taille moyenne pour l'oblast de Vologda, en étant le 16e raïon le plus peuplé sur les 28 raïons de l'oblast, compris entre le raïon de Kitchmengski Gorodok à peine plus peuplé et le raïon de Vojega en-dessous. La densité de population est d'environ 2,6 habitants par kilomètre carré, une valeur faible mais pas non plus éloignée de la moyenne de l'oblast, à 7,81 habitants par kilomètre carré.
Environ 50 % de sa population se trouve dans la seule ville de Kirillov, avec ses 7 069 habitants. Pour la municipalité de la ville de Kirillov, comprenant Kirillov et des hameaux alentour, la population est de 7 487 habitants sur une superficie de 27,02 km2, soit une densité de 277,09 hab./km2, la plus élevée du raïon. En revanche, seulement 769 habitants vivaient dans la municipalité de Tcharozero, laquelle compte pour 32 % du territoire mais seulement 5 % de la population.
La population au sein même des localités est inégalement répartie. Seulement 17 localités ont une population supérieure à 100 habitants, dont une, Kirillov, supérieure à 1 000 habitants. Par contre, 146 localités ont une population comprise entre 3 et 9 habitants, et 96 entre 10 et 99 habitants. Et il reste aussi 213 localités, soit 45 % du total, qui n'ont tout simplement pas d'habitants. Ces chiffres de population sur les localités remontent à 2010, la situation s'étant probablement aggravée.
La population est en constante baisse : le raïon n'a connu aucune augmentation entre les années de recensements (*) depuis sa création. Pour trouver une augmentation, il faut regarder dans l'entité l'ayant précédé, l'ouïezd de Kirillov, qui avait une superficie plus grande que le raïon actuel. Lors du recensement de 1897, 120 004 habitants peuplait l'ouïezd. En 1905, sa population s'élevait à 122 689 habitants, et en 1911 à 131 819 habitants. Ces chutes de population qu'a vu le territoire sont les conséquences directes de l'exode rural vers les centres urbains qui a eu lieu dans la première moitié du XXe siècle en Russie européenne, ainsi que de la crise démographique actuelle en Russie.

### Chiffres
Recensements et estimations de la population,:
| 1959*  | 1970*  | 1979*  | 1989*  | 2002*  | 2010*  | 2011   | 2012   |
| ------ | ------ | ------ | ------ | ------ | ------ | ------ | ------ |
| 40 498 | 29 172 | 22 806 | 21 702 | 18 627 | 17 538 | 15 759 | 15 608 |

| 2013   | 2014   | 2015   | 2016   | 2017   | 2018   | 2019   | 2020   |
| ------ | ------ | ------ | ------ | ------ | ------ | ------ | ------ |
| 15 538 | 15 392 | 15 223 | 15 122 | 15 077 | 14 954 | 14 686 | 14 616 |

| 2021*  | 2023   | - | - | - | - | - | - |
| ------ | ------ | - | - | - | - | - | - |
| 14 227 | 14 088 | - | - | - | - | - | - |

| Année | Nombre d'arrivées | Nombre de sorties | Croissance migratoire |
| ----- | ----------------- | ----------------- | --------------------- |
| 2014  | 666               | 720               | -54                   |
| 2015  | 727               | 675               | 52                    |
| 2016  | 675               | 715               | 69                    |
| 2017  | 646               | 609               | 37                    |

## Économie

### Généralités

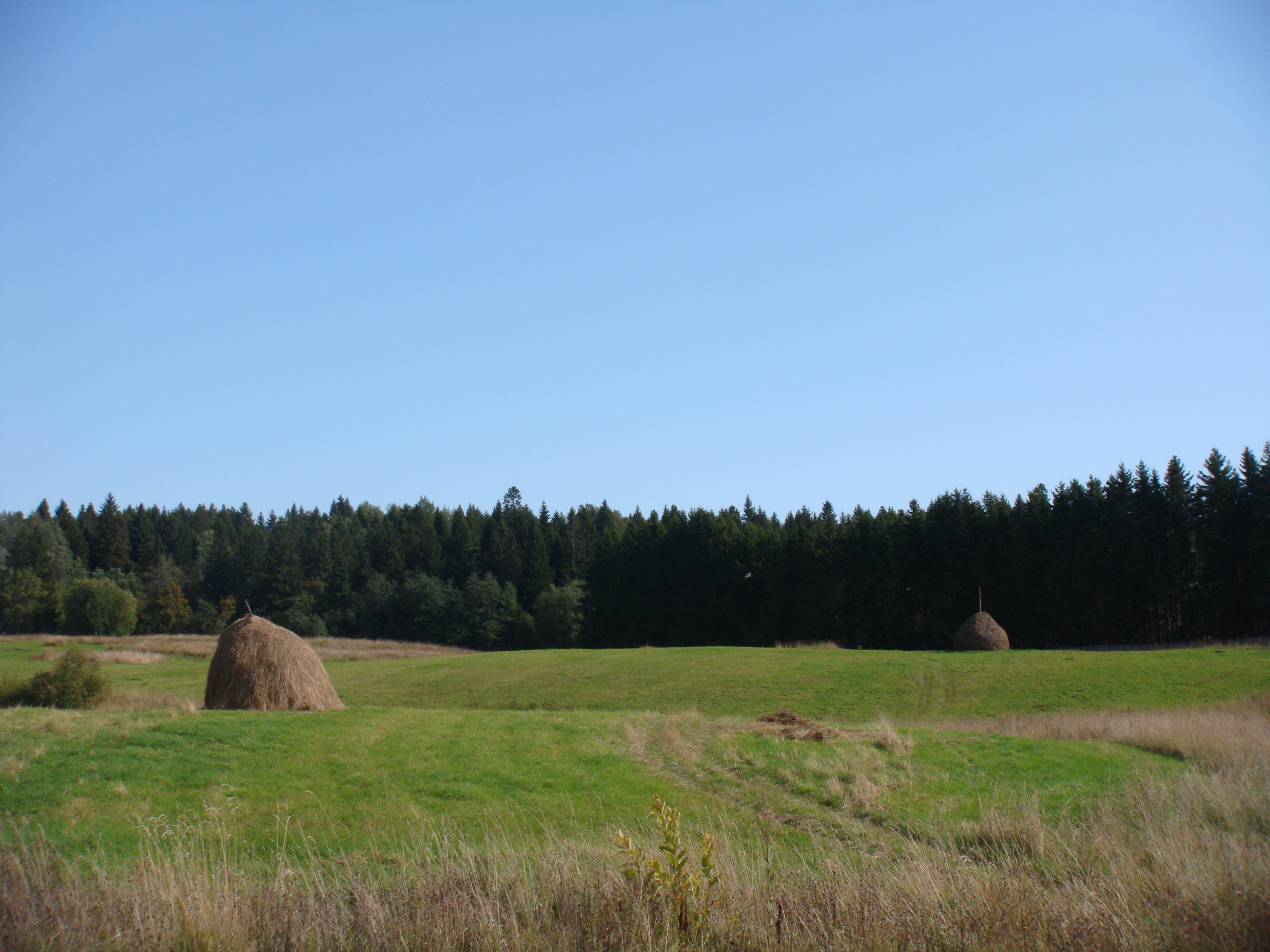
Champ à Goritsy.

Le produit intérieur brut (PIB) du raïon est de 2 656,5 millions de roubles, soit 176 195 roubles par habitant en 2017 (59.08 % en dessous de la moyenne de l'oblast). Les prévisions pour l'année 2018 pour le PIB sont de 2 379,7 millions de roubles. Au 1er janvier 2019, le taux de chômage était de 2.2  %, l'un des plus hauts de la région.
Bien que longtemps tourné vers l'agriculture, les dernières décennies ont été marquées par un tournant majeur vers une économie centrée sur les services. La vente au détail, la construction et l'industrie représente à eux trois les deux tiers de l'économie. Les principales entreprises contribuant au PIB du raïon sont dans l'ordre le musée-réserve du monastère de Ferapontov, les réseaux électriques de Kirillov, Kirillovskoïe Raïpo, la RO « Cooperator » et la ferme Komintern-2.
Le principal employeur est l'État, représentant 15,7 % des employés du raïon au travers des services et de l'Armée. S'ensuit la santé et les services sociaux, à 11,7 %, puis l'éducation avec 11,7 % du total. L'agriculture, la chasse et la sylviculture représentent ensemble 11,2 % des employés, et les commerces emploient aussi 11,2 %. Sous la barre des dix pourcents se trouve la culture, les sports et loisirs à 7,5 %, puis l'eau, le gaz et l'électricité à 6,5 %. Le transport et le stockage sont à 6,1 %, les petites entreprises à 4,3 %, et les activités scientifiques à 2,3 %. Le reste emploie les 11,2 % restants.

### Tourisme
Le tourisme représente aujourd'hui dans le raïon de Kirillov un secteur très important, développé seulement à partir de la fin du XXe siècle et plus fortement pendant le début du XXIe siècle. Il est aujourd'hui en pleine expansion, bénéficiant de son patrimoine culturel, historique et naturel, avec plusieurs classements à différentes échelles ayant eu lieu depuis les années 1990, mettant certains de ces joyaux au premier plan.

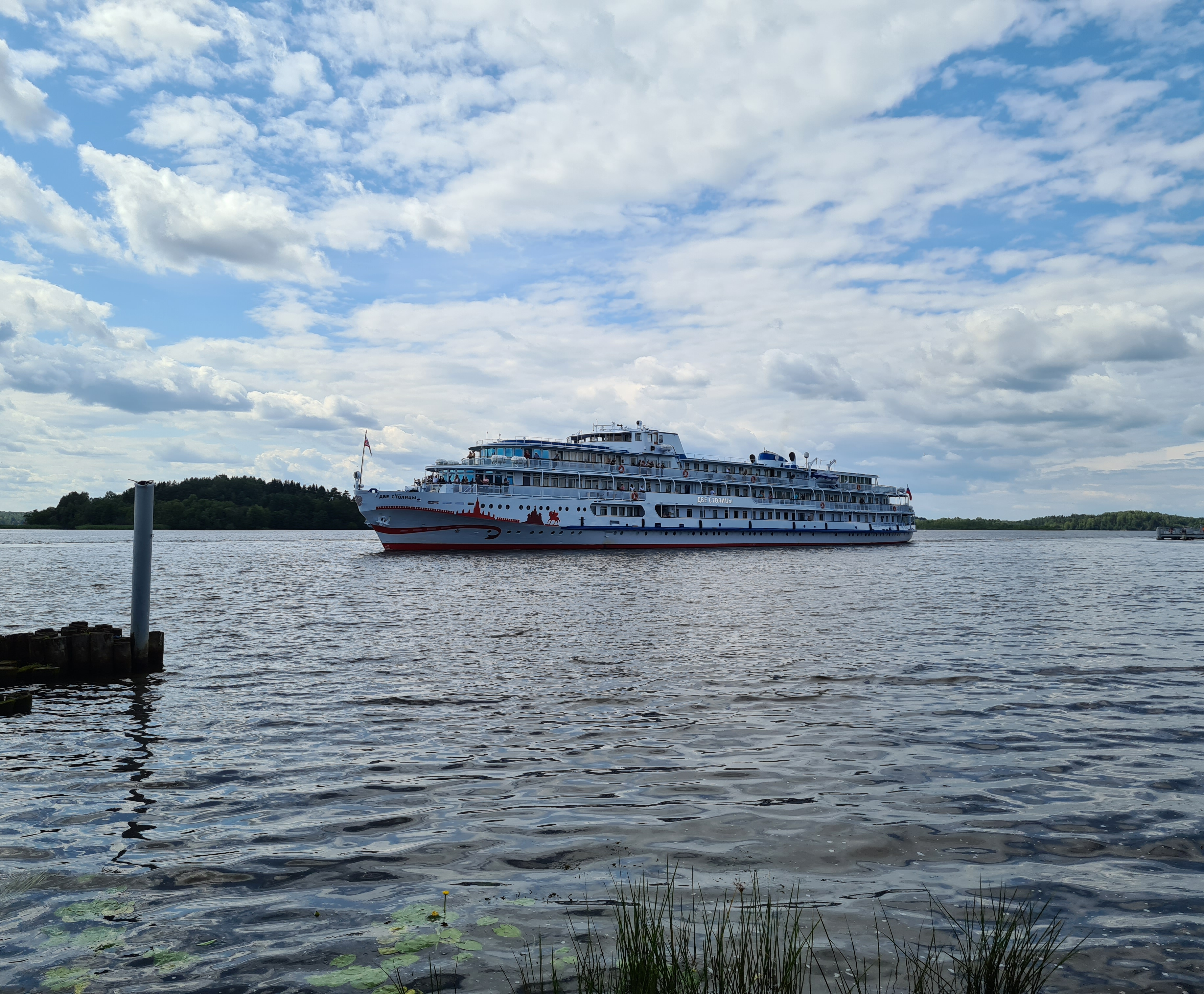
Bateau de croisière sur la Cheksna à Goritsy.

Le nombre de touristes dans le raïon de Kirillov s'élevait à 464,4 mille personnes en 2019 et à 460 731 personnes en 2018, soit plus que n'importe quelle division de l'oblast de Vologda. Par comparaison, Veliki Oustioug avait reçu 268 849 touristes pour la même année 2018, et Vologda avait reçu 143 618 visiteurs. Parmi tous ces touristes, le raïon de Kirillov a accueilli 70 615 touristes étrangers en 2018, et 80,5 mille touristes étrangers en 2019,.
Le développement du tourisme est rapide, étant donné qu'il n'y avait que 343 317 touristes en 2015, dont 32 939 touristes étrangers. Le nombre de touristes a augmenté de 35.27 % entre 2015 et 2019, et celui du nombre de touristes étrangers de 144.39 %,. Si on prend les chiffres de 2012, le nombre de touristes a augmenté de 72 %. À l'été 2017, l'agence d'analyse russe TurStar a fait entrer le raïon de Kirillov dans le classement des trois destinations rurales les plus populaires auprès des touristes en Russie.
L'hébergement des touristes se fait au travers de 39 infrastructures d'hébergement (hôtels, campings), mais avec seulement 975 places. Même si le nombre de places a augmenté de 38 % entre 2012 et 2017, il reste très faible. En conséquences, les séjours dans le raïon sont en moyenne de 2 jours uniquement.
Ainsi, l'administration du raïon de Kirillov mise sur le développement du tourisme pour son développement économique. Elle vise 793 mille touristes d'ici 2030, au travers d'une augmentation du nombre de logements pour les touristes dans le raïon. Elle souhaite aussi développer l'écotourisme, encore faible, même si le raïon compte un parc national, celui du Nord russe, depuis 1992, ainsi que 37 itinéraires/sentiers dédiés aux touristes.
Le tourisme culturel est le principal secteur touristique du raïon. Le territoire compte 40 objets patrimoniaux culturels, dont douze d'importance régionale. Ainsi, 4 des 5 lieux les plus visités en 2018 étaient liés au secteur culturel. Le musée réserve de Kirillo-Belozerski (incluant le monastère de Kirillo-Belozerski et celui de Ferapontov, ce dernier classé à l'UNESCO) a eu 290 117 visiteurs en 2018. S'ensuit le musée des fresques de Denys, avec 85 619 visiteurs, puis le monastère de Goritsy avec 15 200 personnes l'ayant visité. En quatrième position se trouve le seul non culturel, le complexe de ski du mont Tsipina (9 000 visiteurs), et en cinquième position se trouve le complexe historique et ethnographique « Sougorié », avec 8 872 visiteurs.
Le tourisme fluvial est un autre secteur du tourisme du raïon, bien qu'il soit peu développé en Russie. Le territoire bénéficie en effet de la voie navigable Volga-Baltique, qui permet des croisières dans le Nord de la Russie, de Saint-Pétersbourg à la Volga. Les bateaux de croisières font habituellement escale à Goritsy, qui dispose de quais dédiés. En 2019, 643 escales ont été enregistrées, contre 466 en 2015, soit une hausse de 37,98 % sur une période de quatre ans,.
Les évènements culturels et sportifs attirent chaque année plus de personnes. Parmi les plus populaires, on retrouve ceux de Noël et des Neiges de Kirillov ; le festival d'Art de la culture automnal ; des championnats de motoneige, de ski et de snowboard, des concours de pêche, et d'autres... Au mont Tsipina, à une dizaine de kilomètres au nord de Kirillov, se trouve une piste de ski avec deux téléski.

### Voies de communication et transports

#### Transport routier

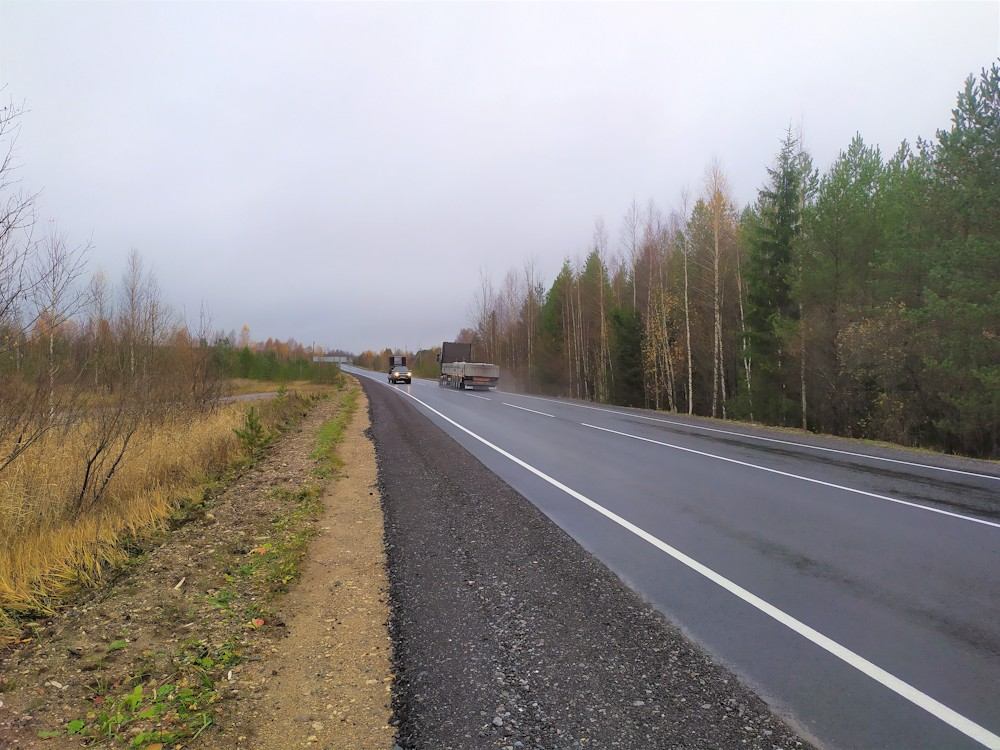
La route de Voskressenskoïe à Kirillov près de Poprpovskaïa.

À l'image de l'oblast et des territoires ruraux russes, le raïon de Kirillov a pour longtemps pâti de son isolement et de son délaissement des grands axes de communication. Les années 2000, 2010 et surtout le début des années 2020 ont vu de nets progrès en termes d'amélioration des moyens de transports, exclusivement routiers. La Russie s'efforce en effet depuis les années 2010 à désenclaver ses régions, au travers du projet national « Des routes sûres et de qualité » (ru), un plan national de modernisation des routes, lancé en 2019.
Depuis le milieu du XIXe siècle, un chemin existait entre Vologda et la Carélie, traversant le raïon d'est au nord-ouest en passant près de Ferapontov et au nord de Kirillov. Mais ce n'est que dans les années 1970 que cet axe vital a commencé à être goudronné. En 2001, la route fut goudronnée de Vologda à Vyterga, incluant la section dans le raïon de Kirillov. Le 1er janvier 2014, cette route obtint le statut de route fédérale, ouvrant la voie à l'obtention importante de fonds. Au cours des années suivantes, 15 milliards de roubles furent dépensées sur l'axe complet, avec la rénovation complète de la chausset, la construction d'arrêts de bus, d'écoducs et de filets anti-animaux sur les bords de la route. Les extrémités de cette route, principale voie du raïon, sont la R21 à Medvejiegorsk au nord-ouest, et la M8 à Vologda à l'est.
En tout, la longueur totale du réseau routier du raïon est de 554 kilomètres. Parmi ce tout, 63 kilomètres font partie de la route fédérale A119. Outre cette route fédérale, quelques autres axes routiers desservent le raïon. Tout d'abord, il y a la route de Voskressenskoïe à Kirillov, dénommée 19N-228-014 dans le raïon de Kirillov, qui part du sud de Kirillov pour rejoindre Voskressenskoïe (dans le raïon de Tcherepovets), où elle se connecte à autre route vers Tcherepovets et la route fédérale A114 (allant de la R21 à Novaïa Ladoga à l'ouest à la M8 à Vologda à l'est). De plus, le raïon dispose d'un contournement routier de Kirillov, qui est prolongée par une route jusqu'à l'A119. Sinon, une route, non dénommée, part de l'A119 près du village de Kovarzino pour rejoindre Voronino et le plus généralement la municipalité de Tcharozero dans le nord, desservant les localités de la partie nord du raïon.
Ainsi, le réseau routier régional, mis à part l'A119, suit un axe nord-sud avec ses routes principales. Depuis cette sorte d'axe part de nombreux chemins et pistes vers des localités à l'ouest ou à l'est de l'axe, telle une colonne vertébrale.

#### Transport fluvial

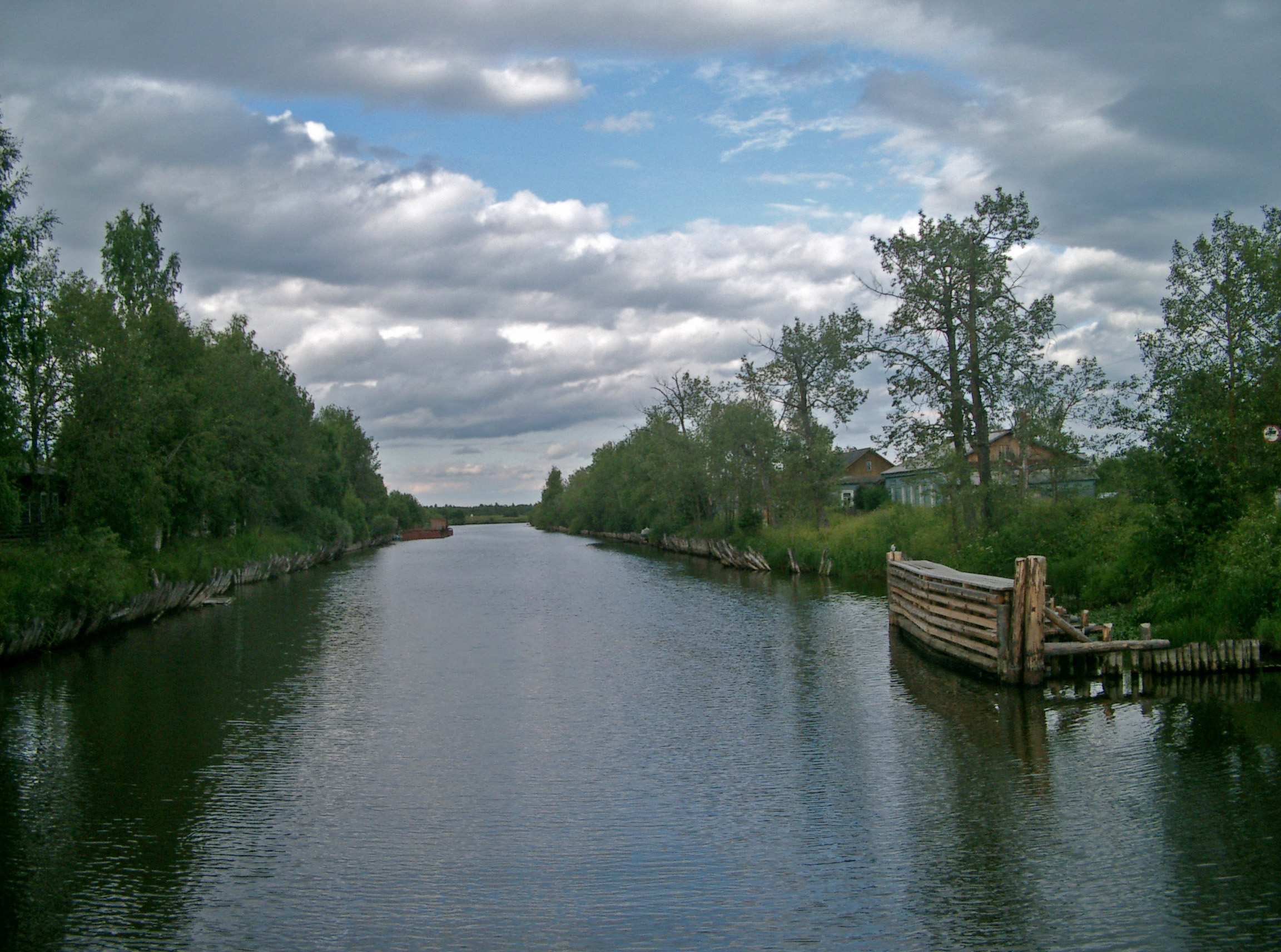
Canal de la Dvina septentrionale.

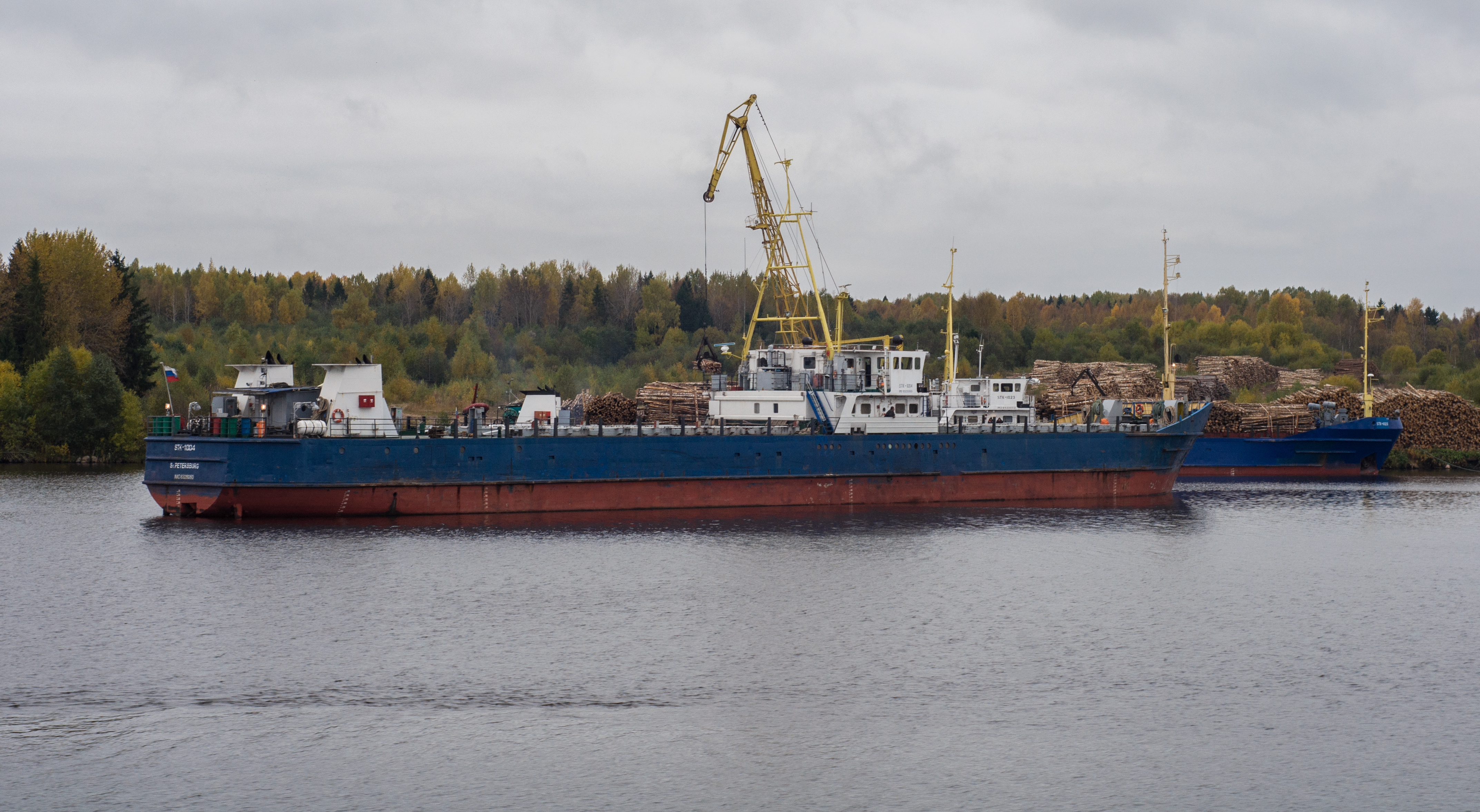
Bateau à Kravinino

Outre le transport routier, le raïon de Kirillov bénéficie de deux voies de transport fluvial qui traversent son territoire. La première, la voie navigable Volga-Baltique, relie Saint-Pétersbourg au réservoir de Rybinsk, en passant par différents lacs et cours d'eau. Parmi ces lacs se trouve le lac Beloïe et le réservoir de la Cheksna, avec entre les deux la rivière Cheksna, qui traverse la partie sud du raïon. Des quais pour les péniches existent d'ailleurs à Ivanovo Bor, à Kravinino et à Goritsy sur la Cheksna dans le raïon.
L'autre voie de transport fluvial est le canal de la Dvina septentrionale, voie navigable reliant la voie navigable Volga-Baltique à la Soukhona, un affluent de la Dvina septentrionale et ainsi à la mer Blanche. Alors que ce système emprunte surtout des cours d'eau pour relier la voie navigable à la Soukhona, la partie dans raïon de Kirillov est celle avec les canaux, où le canal franchit la limite des deux bassins fluviaux. Il y a six écluses et huit barrages dans le raïon. Ces canaux sont franchit par quelques ponts, dont un sur l'A119.

## Culture et patrimoine

### Patrimoine

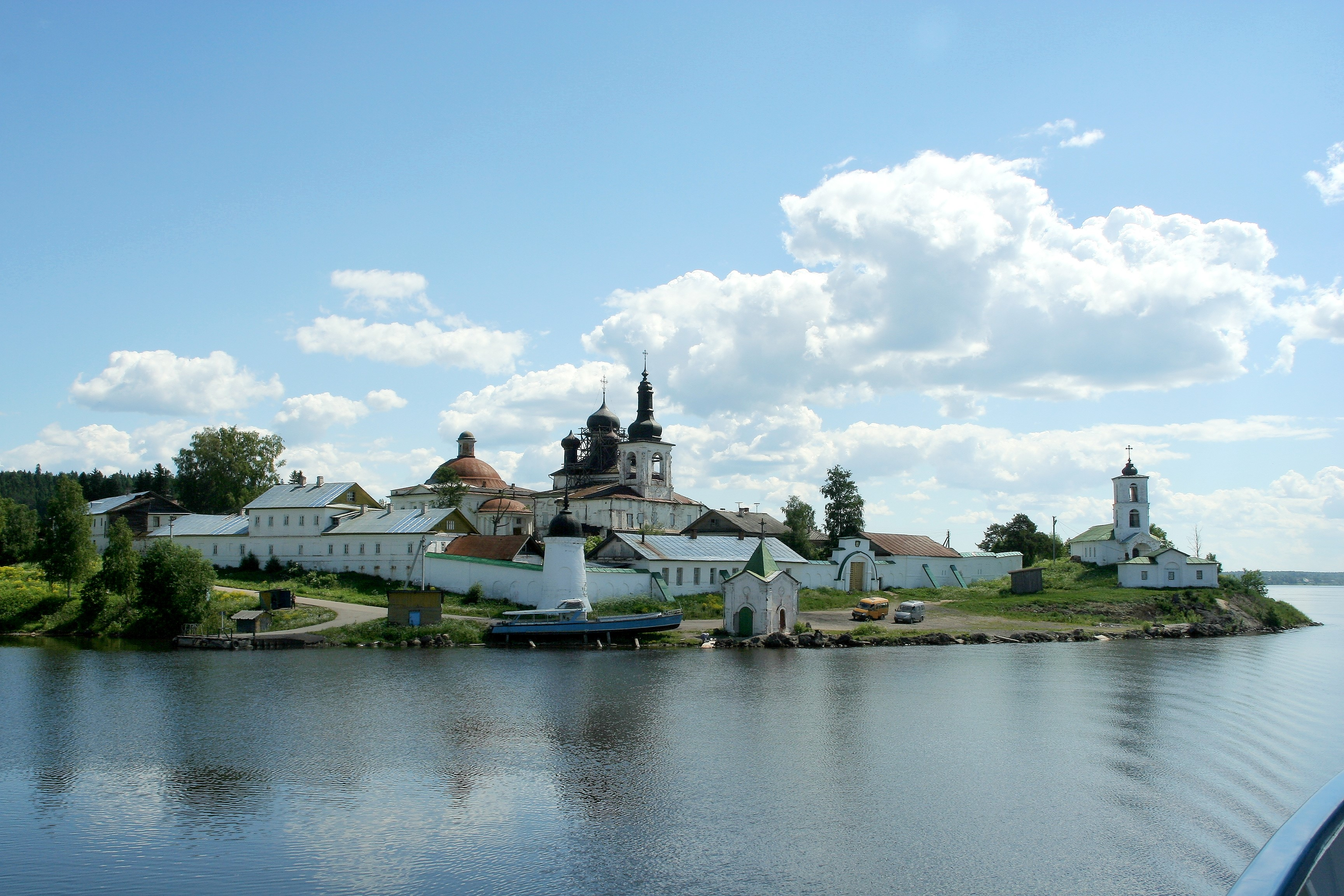
Monastère de Goritsy.

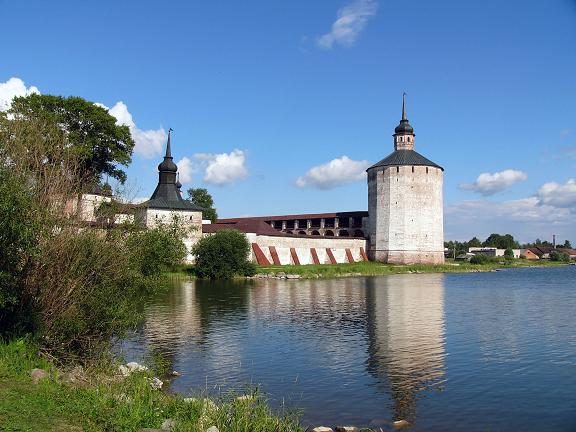
Tour du monastère Kirillo-Belozerski.

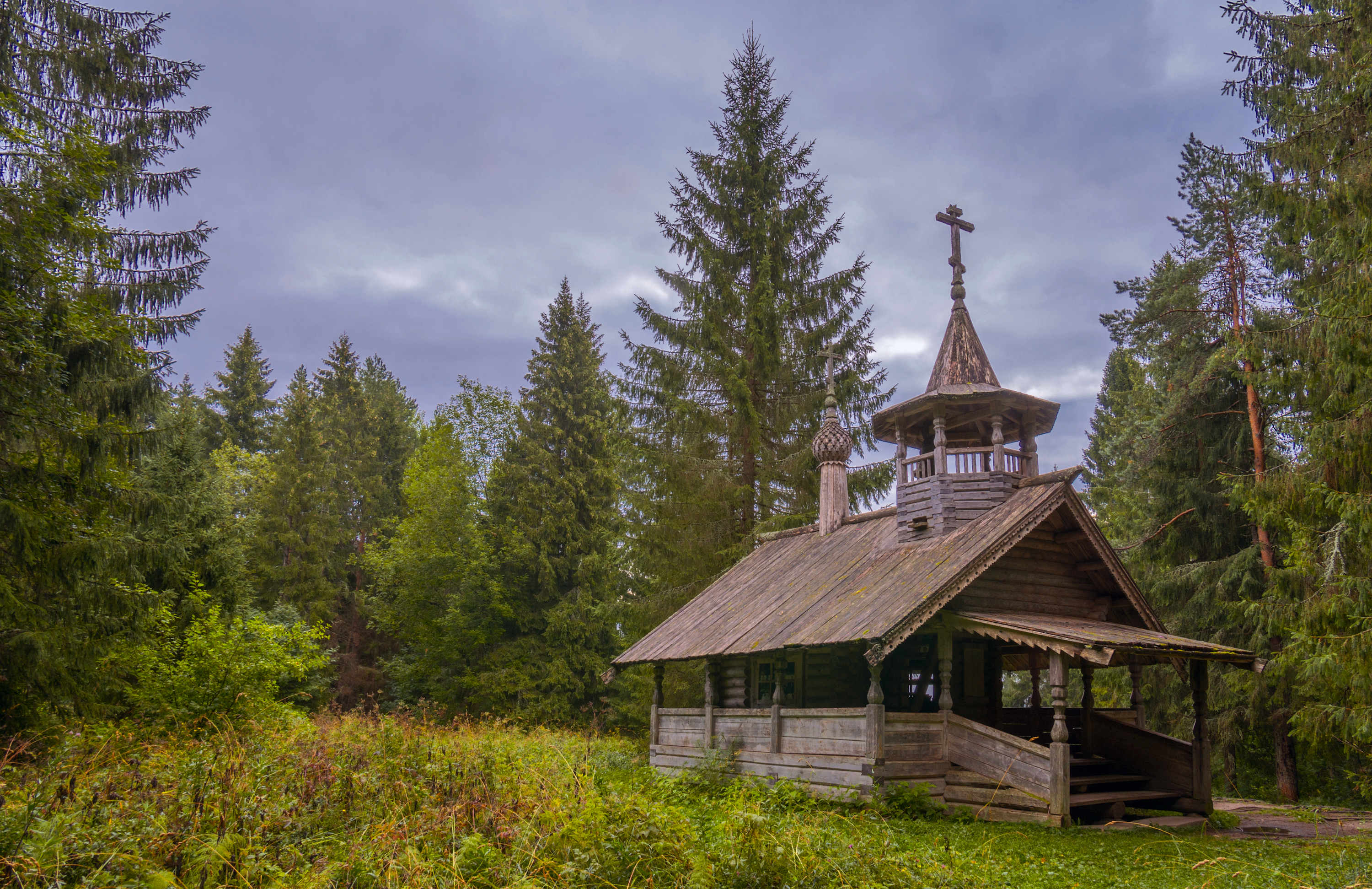
Chapelle au mont Maoura.

Le raïon de Kirillov est pourvu aujourd'hui d'un patrimoine riche et reconnu. D'après le ministère de la culture russe, 40 sites sont classés comme objets du patrimoine culturel de Russie, répartis entre douze objets patrimoniaux culturels d'importance fédérale et dix-neuf objets d'importance régionale, sans compter les autres protections comme monument d'architecture. La localité détenant le plus de sites patrimoniaux classés, d'importance fédérale ou régionale, est Mourmansk, avec 25 objets, les deux tiers, avec 62,5 % du total. Presque tous les autres sites se situent dans le village de Ferapontovo, avec 11 objets répertoriés. Avec seulement deux localités, 90 % du total est atteint. Les premières protections d'importance fédérale à avoir été arrêtées dans l'oblast ont eu lieu en 1960, l'année où les objets patrimoniaux culturels ont été créés, avec l'inscription des différents monastères à ce tout premier registre. Depuis, d'autres sites ont été ajoutés au patrimoine du raïon. Et le raïon compte aussi 51 monuments archéologiques répartis sur son territoire.
Par date d'apparition, les monuments historiques les plus vieux sont tout d'abord le monastère Saint-Cyrille-du-Lac-Blanc, fondé en 1397 ; puis le monastère de Ferapontov en 1398. Ces monuments datent de l'époque où la région était sous le contrôle de la puissante république de Novgorod, État médiévale qui s'étendait de la mer Baltique à l'Oural entre 1136 et 1478. Mais ces monastères, avec le troisième celui de Goritsy, se sont étendues et construits au fil du temps, avec l'apparition de tours, remparts, églises, chapelles, et autres éléments religieux et ou architecturaux. Ainsi, certains éléments de ces monastères sont eux-mêmes classés aux objets patrimoniaux culturels de Russie, tels que les tours et murs du monastère Saint-Cyrille-du-Lac-Blanc. Outre les monastères, l'église Saint-Élie du village de 1755 dans le village de Tyspino est inscrite dans les objets. Enfin, les plus récents sont d'une part le rectorat de Poustyne et l'église de l'Intercession de la Vierge du même village, les deux de la seconde moitié du XIXe siècle, apparaissent dans les objets patrimoniaux.
Depuis la 24e session en 2000, le raïon de Kirillov dispose d'un site inscrit au patrimoine mondial de l'Unesco. Il s'agit de l'Ensemble du monastère de Ferapontov, dont la fondation remonte à 1398, faisant ainsi de lui l'un des plus vieux de Russie. Ce même site figure aussi au registre d'État des objets particulièrement précieux du patrimoine culturel des peuples de la fédération de Russie (ru), liste regroupant les 68 monuments les plus notables et précieux de Russie.
Enfin, le raïon dispose de 5 monuments naturels classés. Ces sites sont d'une part le mont Maoura, au-dessus du village de Goritsy ; le mont Tsipina près de Borbouchino ; le mont Sandreïevo lui aussi près de Goritsy. En plus de ces monts, il y a deux forêts dans ces monuments naturels ; la forêt Chalgo-Bodounovski et la forêt Sokolski. À tous ces sites s'ajoutent pour terminer un parc national, créer en 1992, le parc national du Nord russe, qui couvre en plus d'étendues sauvages de nombreux monuments architecturaux, sur une superficie totale de 1 664 km2.

### Symbolisme

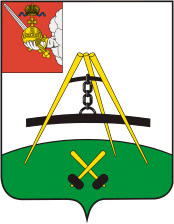
Armoiries du raïon.

Le raïon de Kirillov dispose d'armoiries et d'un drapeau, qui sont basées sur les armoiries historiques de la ville de Kirillov. Ces armoiries historiques datent du 16 août 1781 (27 août dans le calendrier grégorien), dont la description est celle-ci : 

« Dans la partie supérieure de l'écu se trouvent les armoiries de Novgorod, des marteaux de fer placés en dessous, dans un champ blanc, comme signe qu'il y a un ancien monastère noble près de cette nouvelle ville. »

Les armoiries du raïon reprirent ces armoiries historiques, en enlevant cependant les armoiries de Novgorod pour les remplacer par celle de l'oblast de Vologda. La description officielle est celle-ci : 

« Dans un champ d'argent sur fond vert sur un trépied en bois, un fer riveté sur une chaîne et deux marteaux en fer avec des tiges en bois croisées. Dans la partie libre, les armoiries de l'oblast de Vologda. »

Dans la première version, approuvée en 1996, il y avait un ours, et en bas du bouclier se trouvait un ruban blanc-bleu-rouge avec l'inscription « Raïon de Kirillov ». Ces éléments furent par la suite enlevés. La couleur blanche est un symbole de simplicité, de perfection, de sagesse, de noblesse, de paix, de coopération mutuelle. Pour le vert, il reflète la nature de la région et son agriculture. Le vert symbolise la fertilité, l'espoir, la vie et la santé,.

### Personnalités liées au raïon
Malgré sa faible étendue, le raïon a vu naître, vivre ou encoure mourir des personnalités. Ces personnalités sont souvent liées aux différents monastères du territoire, que ce soit celui de Kirillo-Belozerski, de Ferapontov ou de Goritsy.
- Cyrille Belozersky[l] (1337 – 1447), né à Moscou en 1337, dans une famille liée à la famille des boyards Velyaminov, est un Saint orthodoxe, fondateur des monastères de Kirillo-Belozerski et de Ferapontov, et mort à Kirillov. Il est fêté le 9 juin.
- Alexandre Ochevenski (1427 – 1479), né à Beloozero, est un prépodobnié orthodoxe, fondateur et premier higoumène du monastère Ochevenski, qui prononça ses vœux au monastère Kirillo-Belozerski. Il tomba gravement malade, et il n'est guéri, selon la légende, que grâce à un rêve au cours duquel il a une vision de saint Cyrille Belozersky.
- Nil de la Sora (1433 – 1508) né à Moscou est un saint moine et higoumène de Russie, fêté par l'Église orthodoxe le 7 mai, qui prononça ses vœux monastiques vers 1450 et entra au monastère Kirillo-Belozersky, qui fonda le monastère Saint-Nil-Sorski (situé à Poustine dans le raïon de Kirillov)
- Corneille de la Komela (°1455 ou 1457 – 1537), né à Rostov Veliki, est un moine, ascète russe et saint orthodoxe fêté le 19 mai, qui prend l'habit au monastère Saint-Cyrille de Beloozero (vers 1477)
- Théodose Ianovski (1673 – 1726), né dans le gouvernement de Smolensk, est un ecclésiastique russe qui joua un rôle central dans la réforme ecclésiastique de Pierre le Grand, évêque de Novgorod de 1720 à 1725, qui fut enterré au monastère de Kirillo-Belozerski.
- Innocent de Vologda (XVe siècle – 1491 ou 1521), né à Moscou, est un moine vénérable, disciple de saint Nil de la Sora, tonsuré au monastère Kirillo-Belozerski, et fondateur du monastère de la Transfiguration-du-Sauveur de la Komela.
- Ambroise (1778 – 1827[m]), né dans l'ouïezd de Tcherepovets, est un évêque et historien de l'Église orthodoxe russe, mort à Kirillov.
- Dimitri Grave (1863 – 1939), né à Kirillov, mathématicien russe et soviétique, créateur de l'Institut de mathématiques de l'Académie nationale des sciences d'Ukraine et de l'Université nationale de Tauride (en)
- Ivan Maïski (1884 – 1975), né à Kirillov, est un diplomate, historien et homme politique soviétique, qui a été ambassadeur à Londres de 1932 à 1943, soit pendant une grande partie de la Seconde Guerre mondiale.
- Maria Botchkareva (1889 – 1920), né à Nikolskoïe, commandante du 1er bataillon de la mort féminin russe, première commandante d'un bataillon en Russie, qui pris part à la Première Guerre mondiale et à la Guerre civile russe. Elle est exécutée à Krasnoïarsk en 1920 par les Bolchéviks, et réhabilitée en 1992[76].

Personnalités reliées au raïon de Kirillov.
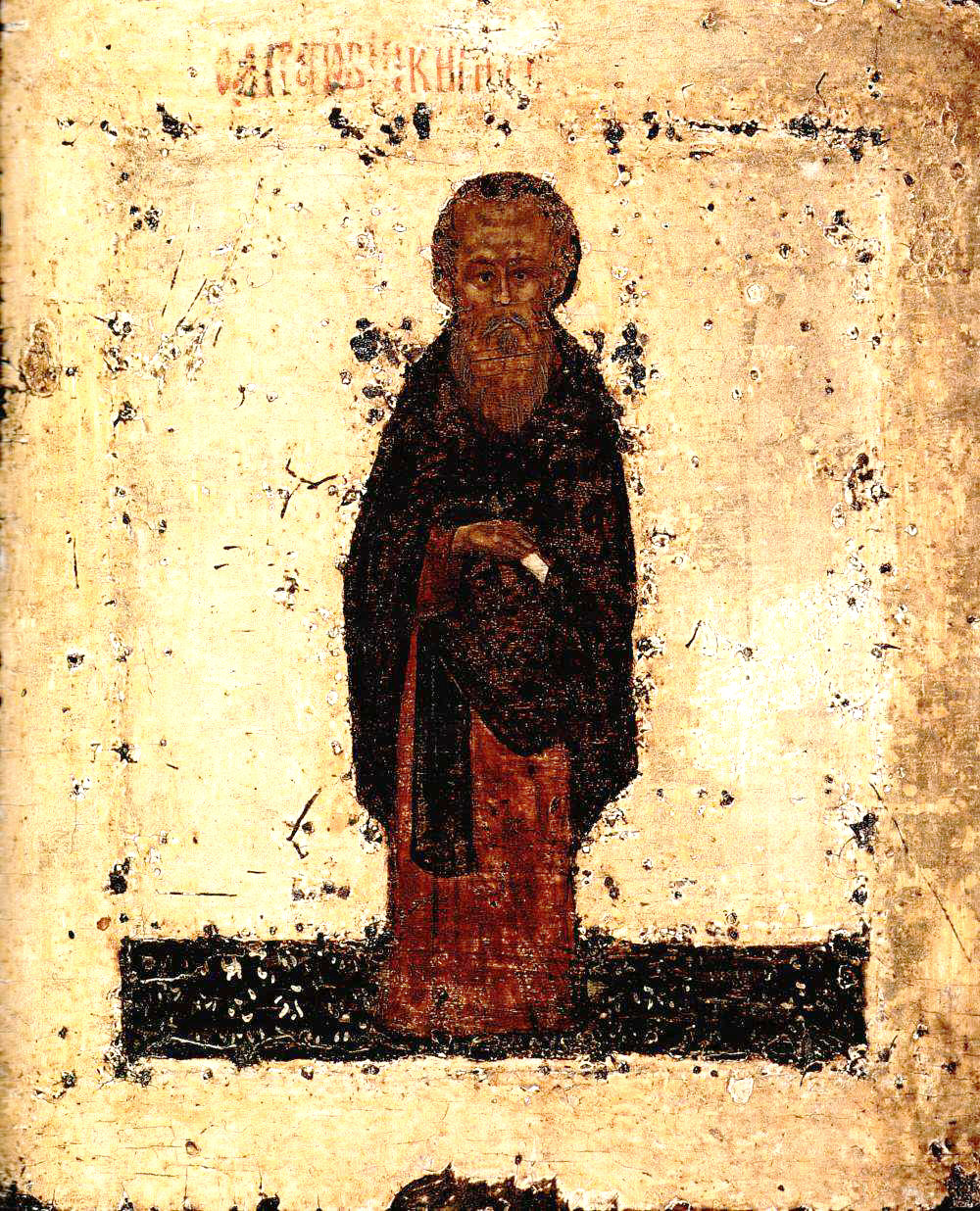
Cyrille Belozersky.
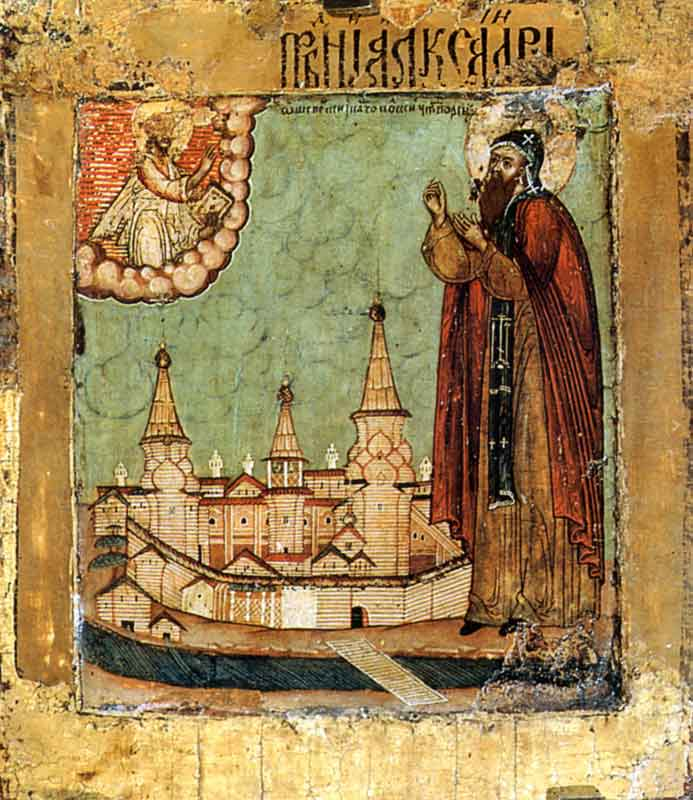
Alexandre Ochevenski.
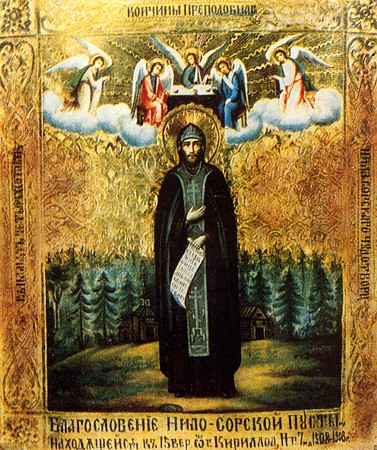
Nil de la Sora.
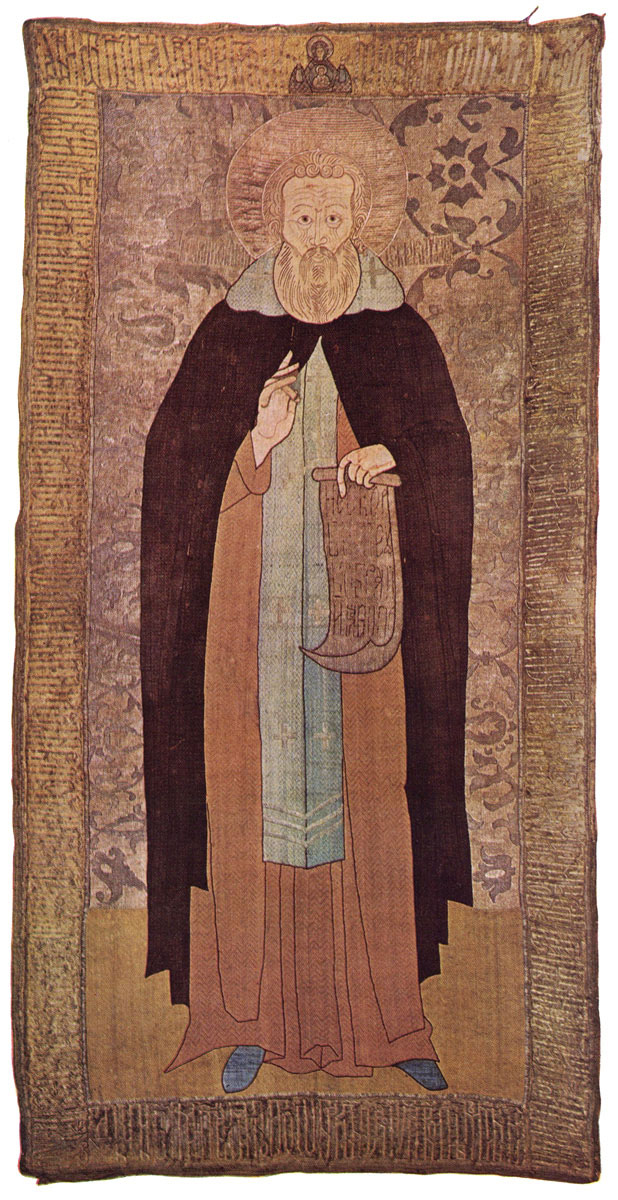
Corneille de la Komela
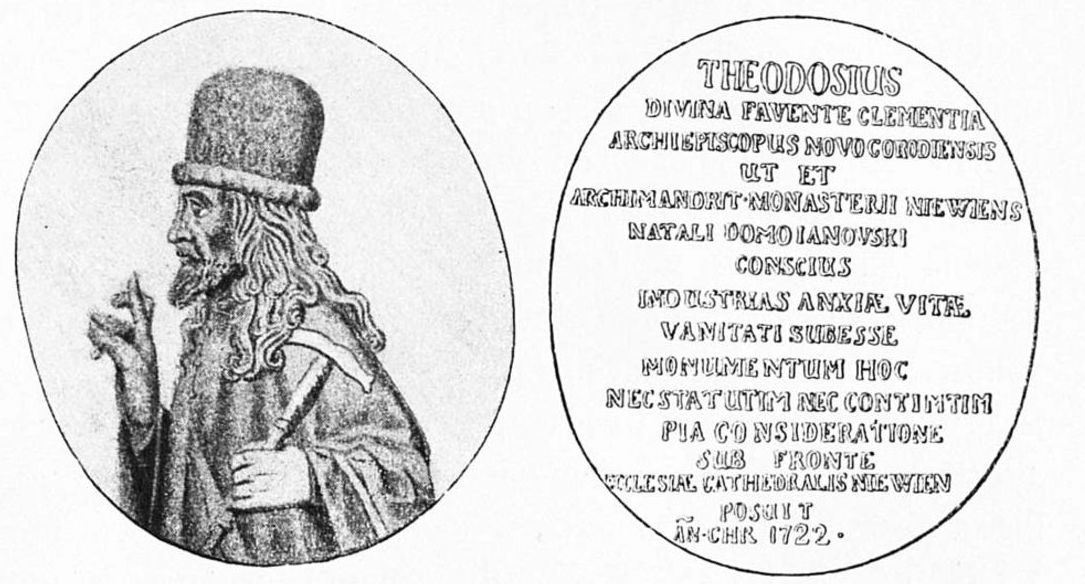
Théodose Ivanovski.
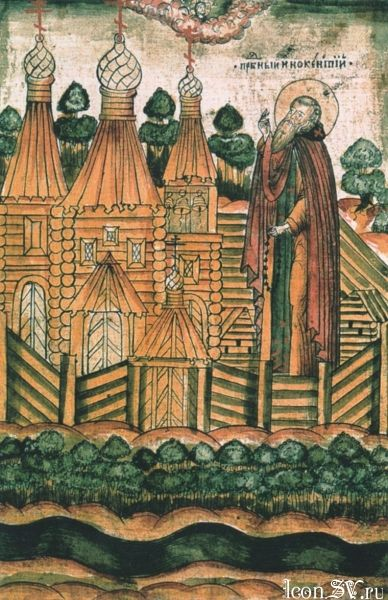
Innocent de Vologda.
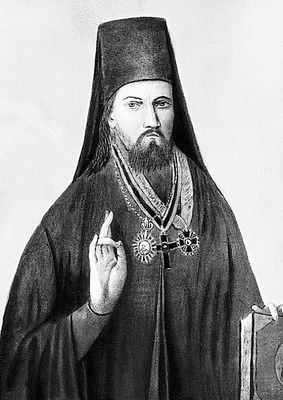
Ambroise (évêque).
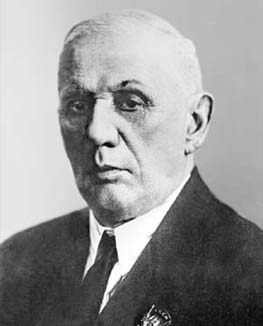
Dimitri Grave.
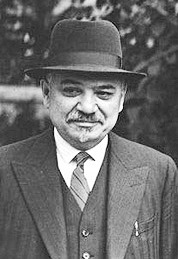
Ivan Maïski.
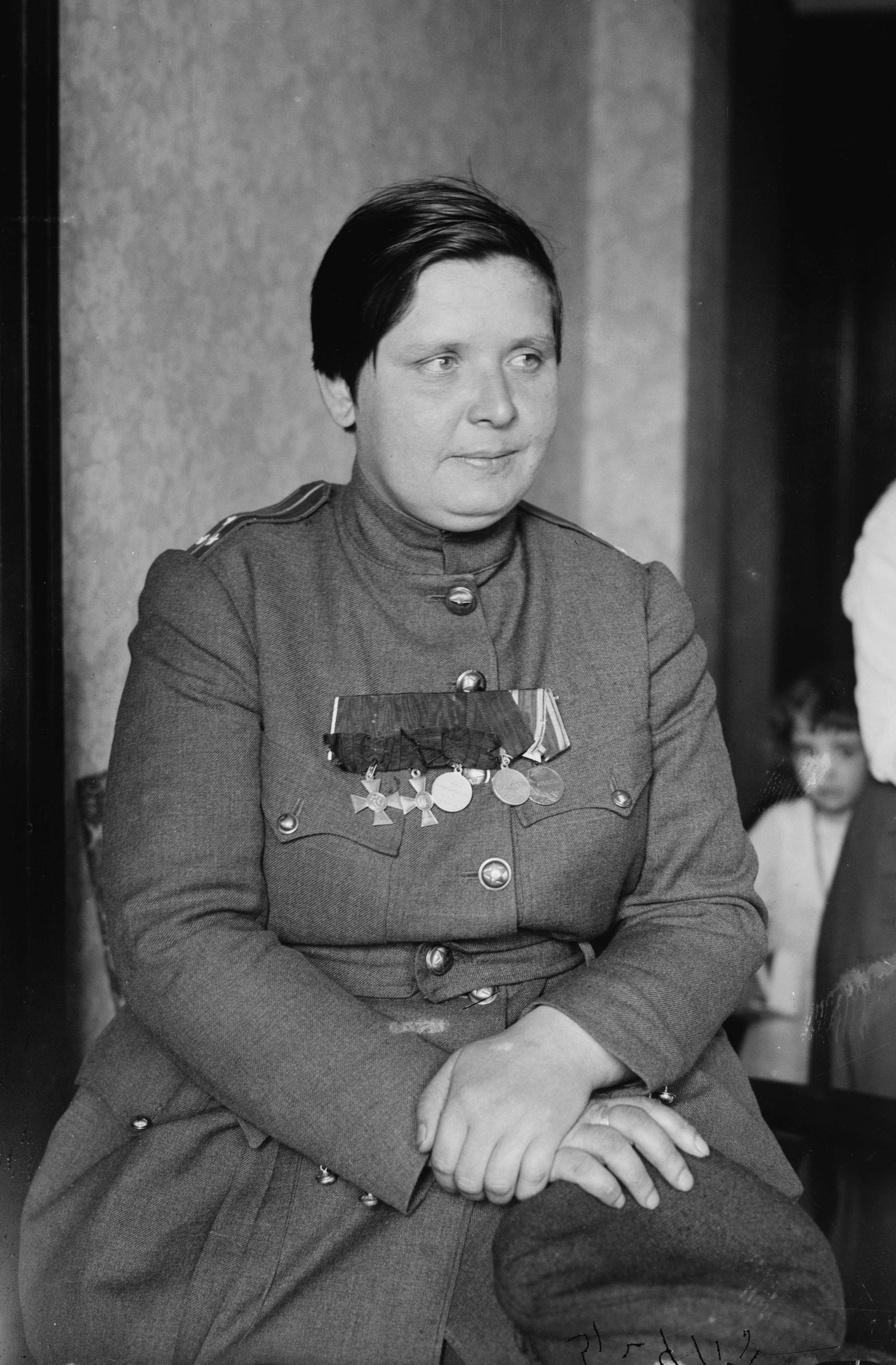
Maria Botchkareva.